# Historyczne składy Spójni Stargard
Historyczne składy Spójni Stargard – skład Spójni Stargard w historii klubu.

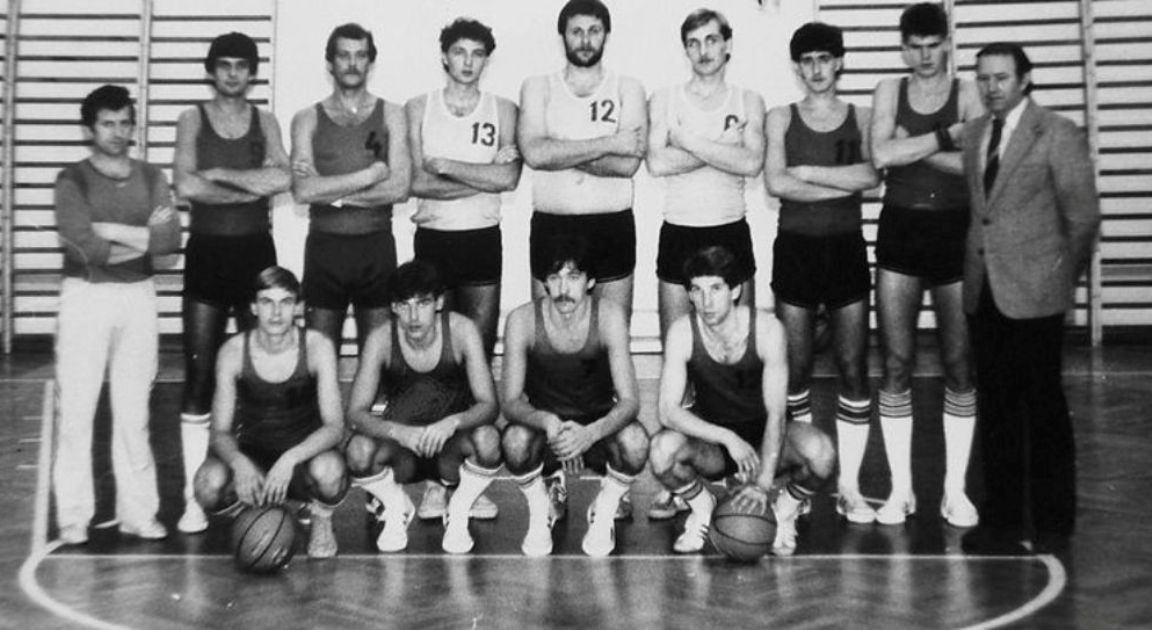
Awans do II ligi Spójni (1980)

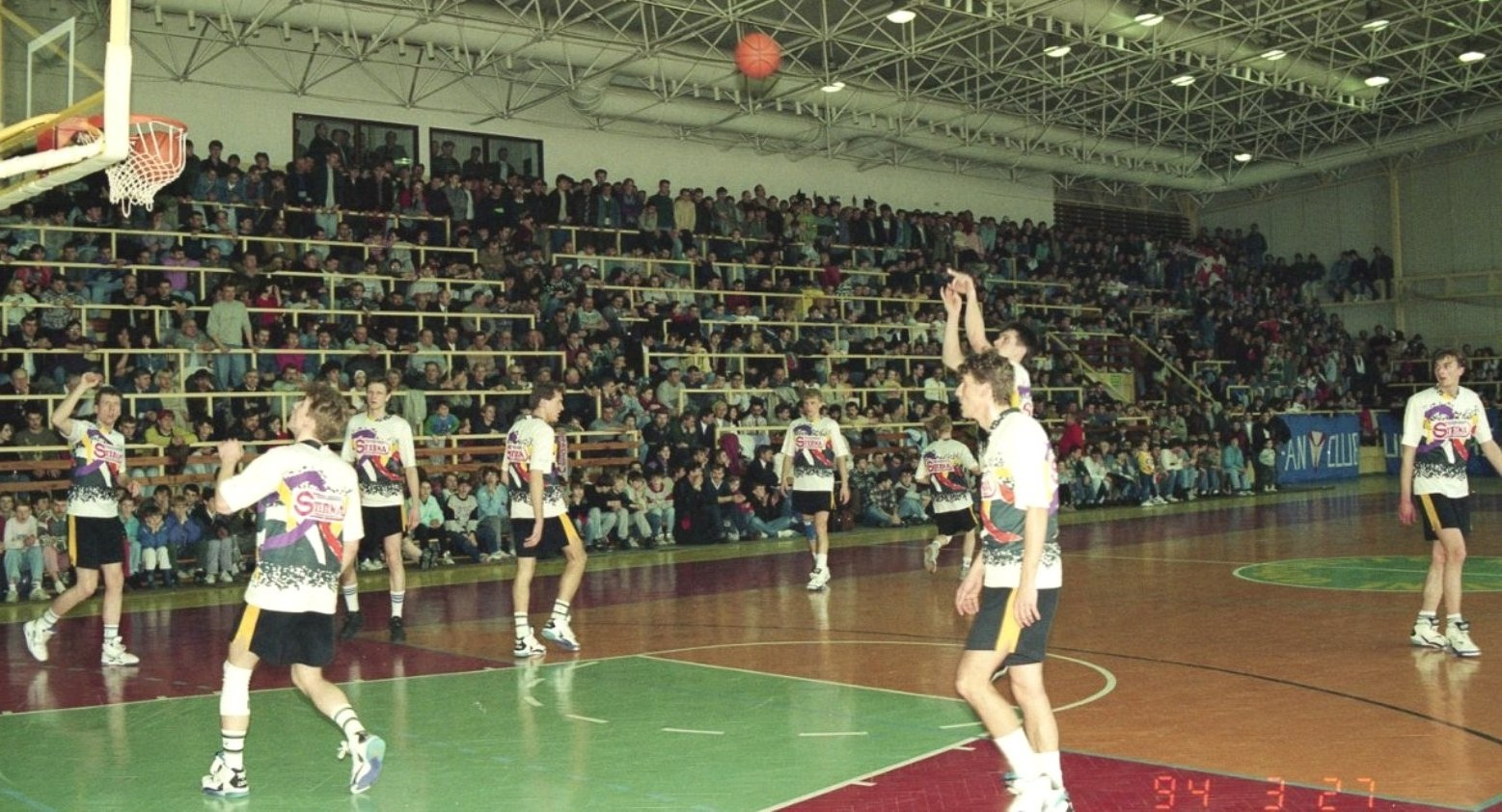
Spójnia-Sterna Stargard– Wybrzeże Gdańsk. Awans do I ligi (27.03.1994)

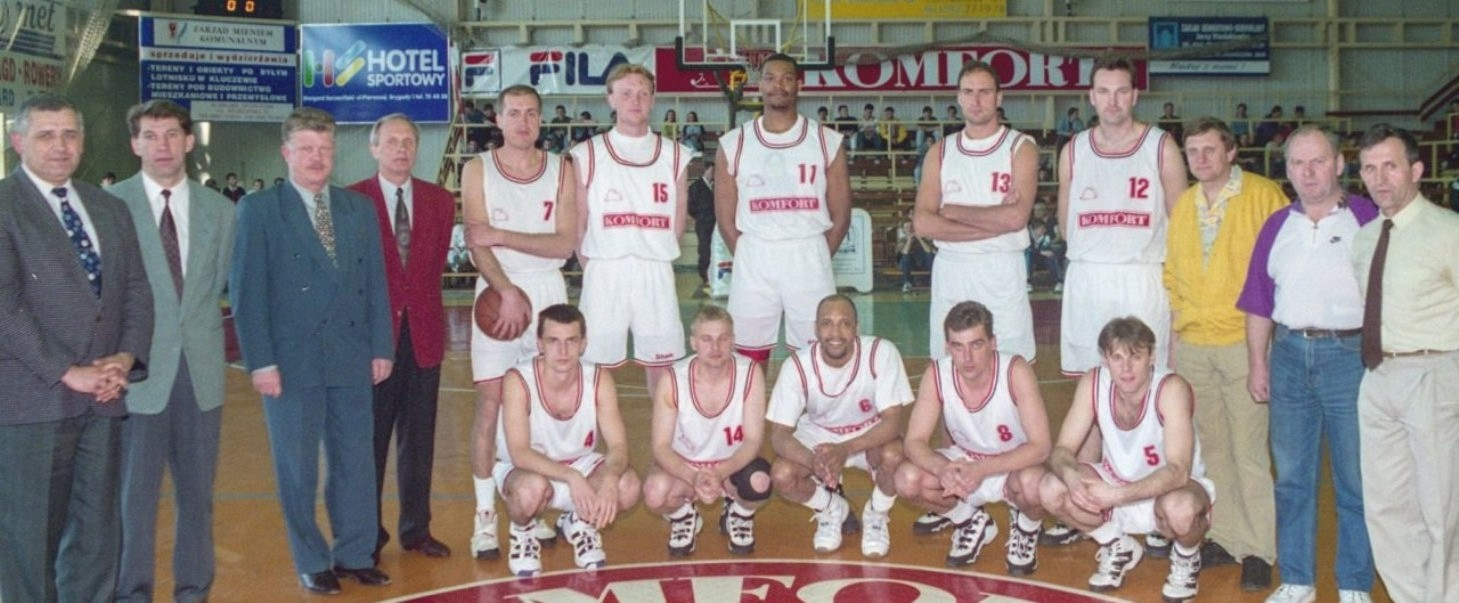
Komfort Stargard (1996)

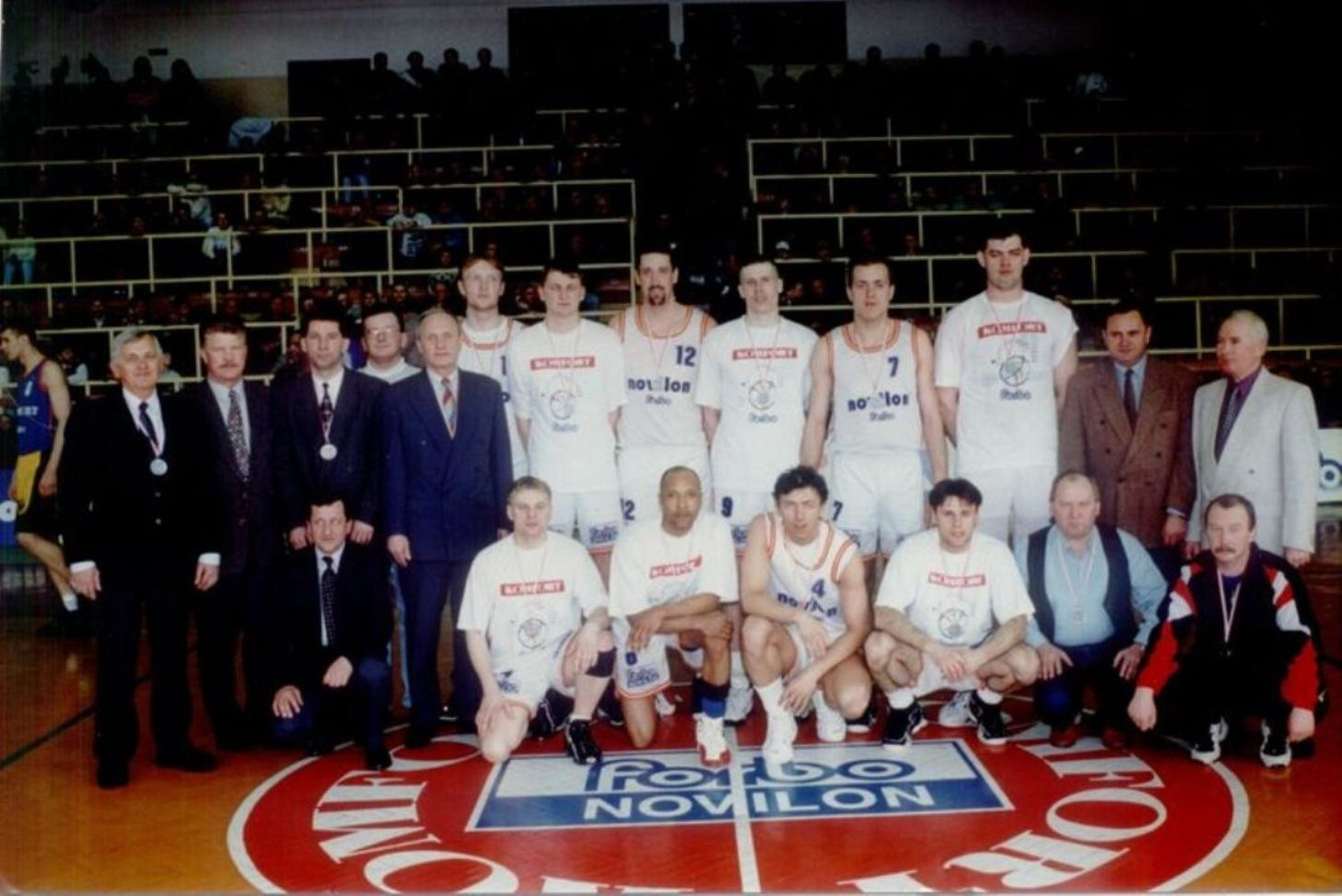
Spójnia wicemistrz Polski (1997)

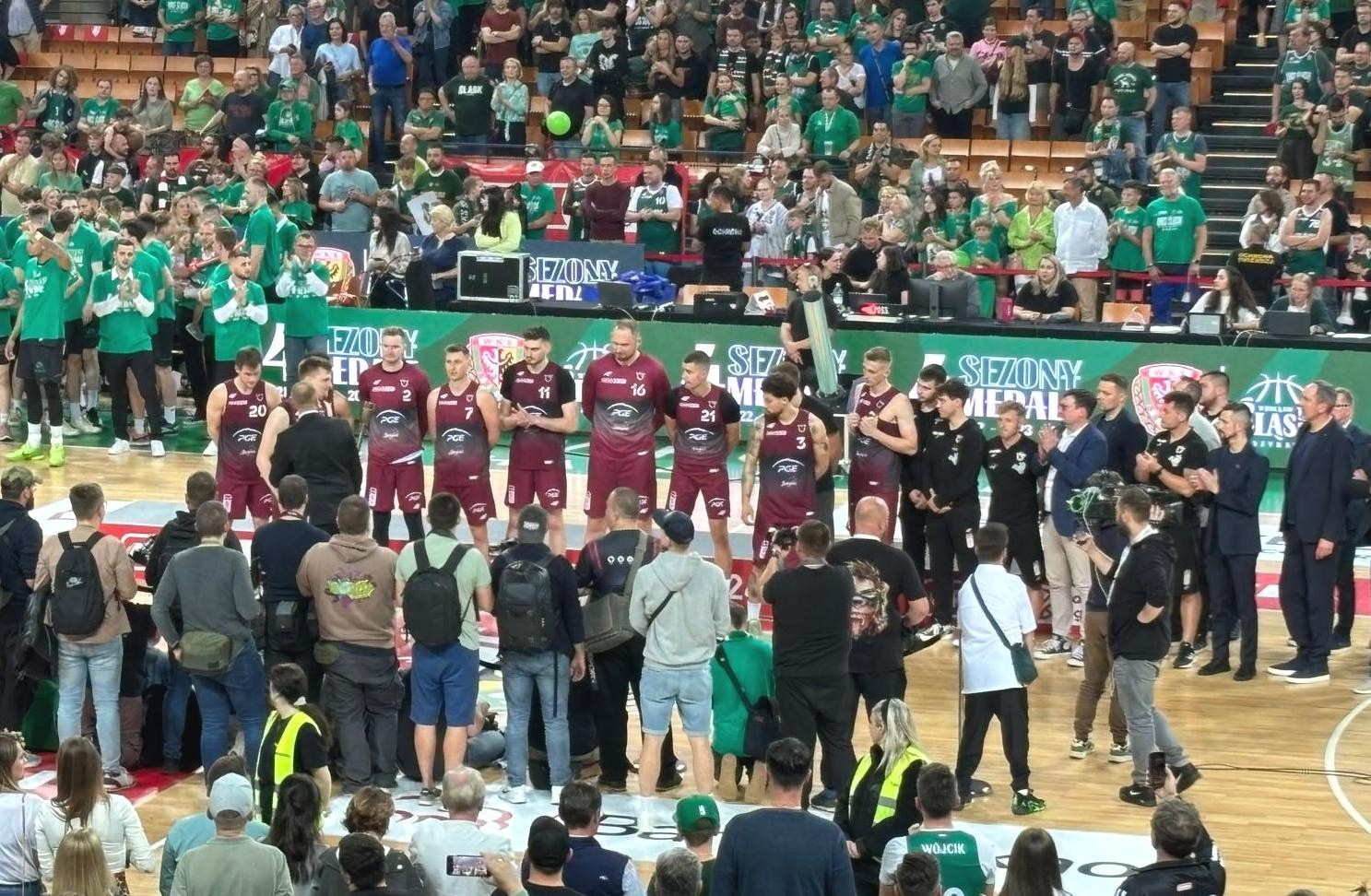
Mecz o III m. Śląsk– Spójnia (2024)

## Sezony
Składy w latach 1958 do 2021
:

### Sezon 1958/1965 (rozgrywki w B i A klasie)
Spójnia w B klasie rozpoczęła rozgrywki w 1958, a następnie po awansie grała w sezonach 1959/1965 w A klasie w składzie:
| Nr | Poz. | Nar.   | Nazwisko i imię       | Data urodzenia | Wzrost | Masa ciała |
| -- | ---- | ------ | --------------------- | -------------- | ------ | ---------- |
|    | S    | Polska | Świerczewski, Jerzy   | 1942           | 192 cm |            |
|    | S    | Polska | Chmielarz, Jan        | 1939           | ? cm   |            |
|    | R    | Polska | Rutkowski, Sławomir   | 1936           | ? cm   |            |
|    | R    | Polska | Woźniak, Janusz       | 1949           | ? cm   |            |
|    | O    | Polska | Lisiak, Stanisław     | 1938           | ? cm   |            |
|    | S    | Polska | Borowski, Marian      | 1946           | 176 cm |            |
|    | S    | Polska | Szuber, Jerzy         | 1943           | 184 cm |            |
|    | S    | Polska | Stępień, B.           | 1945           | ? cm   |            |
|    | S    | Polska | Szymczak, Ryszard     | 1951           | ? cm   |            |
|    | S/C  | Polska | Bytniewski, Grzegorz  | 1945           | 186 cm |            |
|    | C    | Polska | Żukowski, Jerzy       | 1943?          | 192 cm |            |
|    | R    | Polska | Miazek, Bogusław      | 1944           | 171 cm |            |
|    | S/C  | Polska | Żukowski, Romuald     | 1945           | 188 cm |            |
| 8  | O    | Polska | Dębicki, Bogdan       | 19.12.1948     | 181 cm |            |
|    | S    | Polska | Tomaszewicz, Zbigniew | 1950           | ? cm   |            |
|    | S    | Polska | Nowicki, Kazimierz    | 1945           | 178 cm |            |
|    | S    | Polska | Kowalkowski, Adam     | ?              | ? cm   |            |

Trener:  Tadeusz Sikora, Władysław Smajkiewicz, Marian Piotrowski, Władysław Galankiewicz

### Sezon 1966/1978 (liga okręgowa, III liga)
Spójnia w lidze okręgowej rozpoczęła rozgrywki w 1966, a w marcu 1969 awansowała do III ligi (międzywojewódzka).
W sezonach od 1966 do 1978 zespół grał różnymi składami, miał w tym okresie następujących zawodników:
| Nr | Poz. | Nar.   | Nazwisko i imię        | Data urodzenia | Wzrost | Masa ciała |
| -- | ---- | ------ | ---------------------- | -------------- | ------ | ---------- |
|    | R    | Polska | Woźniak, Janusz        | 1949           | ? cm   |            |
|    | S    | Polska | Szymczak, Ryszard      | 1951           | ? cm   |            |
|    | S    | Polska | Tomaszewicz, Zbigniew  | 1949           | ? cm   |            |
|    | S    | Polska | Żukowski, Romuald      | ?              | 186 cm |            |
|    | S    | Polska | Borowski, Marian       | 1946           | 176 cm |            |
|    | R    | Polska | Miazek, Bogusław       | 1944           | 171 cm |            |
|    | S    | Polska | Dębicki, Bogdan        | 1948           | ? cm   |            |
|    | R    | Polska | Maranda, Jan           | ?              | 190 cm |            |
|    | S    | Polska | Dziedzic, Stanisław    | ?              | 194 cm |            |
|    | S    | Polska | Miszek, W.             | ?              | ? cm   |            |
|    | S    | Polska | Wawrzyszko, M.         | ?              | ? cm   |            |
|    | S    | Polska | Zedelski, M.           | ?              | ? cm   |            |
|    | S    | Polska | Głuch, ?               | ?              | ? cm   |            |
|    | S    | Polska | Wiliński,              | ?              | ? cm   |            |
|    |      | Polska | Usnarski, J.           | ?              | ? cm   |            |
|    | S    | Polska | Suchocki, Stanisław    | 1952-04-11     | 194 cm | 80 kg      |
|    | S    | Polska | Cierpich, Zbigniew     | 1950           | ? cm   |            |
|    | S/C  | Polska | Czyżewski, Zenon?      | ?              | 187 cm |            |
|    | S    | Polska | Goliński, Mariusz      | ?              | 185 cm |            |
|    | C    | Polska | Gębski, Piotr          | ?              | 194 cm |            |
|    | C    | Polska | Ładniak, Marek         | 1950-06-09     | 202 cm |            |
|    | C    | Polska | Nuszkiewicz, Władysław | ?              | 196 cm |            |
|    | S/C  | Polska | Kasprzyk, Bogdan       | 1953           | 194 cm |            |
| 6  | S/C  | Polska | Żyłczyński, Grzegorz   | 1955-02-05     | 190 cm |            |
|    | S    | Polska | Marszalenko, Wojciech  | ?              | 188 cm |            |
| 5  | R    | Polska | Koziorowicz, Krzysztof | 1955-02-05     | 185 cm |            |
|    | S    | Polska | Chreptowicz, Władysław | ?              | 187 cm |            |
|    | S    | Polska | Makreli, Władysław?    | ?              | ? cm   |            |
|    | S    | Polska | Wołowiec, Z.           | ?              | ? cm   |            |
|    | S    | Polska | Jasnowski, K.          | ?              | ? cm   |            |
|    | S    | Polska | Markiewicz, ?          | ?              | ? cm   |            |
|    | S    | Polska | Janiszewski, J.        | ?              | ? cm   |            |
|    | S    | Polska | Dudajć, ?              | ?              | ? cm   |            |
|    | S    | Polska | Banachowski, M.        | ?              | ? cm   |            |
| 9  | S    | Polska | Przepióra, Marcin      | 1958           | 194 cm |            |

Trener:  Ryszard Janik
- kierownik drużyny:Tadeusz Sikora

### Sezon 1979/1980 (wejście do II ligi)
Spójnia w sezonie 1979/1980 rozpoczęła rozgrywki w III lidze, w marcu 1980 awansowała do II ligi i grała w składzie:
| Nr | Poz. | Nar.   | Nazwisko i imię        | Data urodzenia | Wzrost  | Masa ciała |
| -- | ---- | ------ | ---------------------- | -------------- | ------- | ---------- |
| 6  | PG   | Polska | Żyłczyński, Grzegorz   | 1955-02-05     | 190 cm  |            |
| 12 | C    | Polska | Ładniak, Marek         | 1950-06-09     | 202 cm  |            |
| 4  | C    | Polska | Bielawski, Krzysztof   | ?              | 202 cm  |            |
| 5  | G/F  | Polska | Koziorowicz, Krzysztof | 1957-03-24     | 181 cm  |            |
| 13 | C/F  | Polska | Łabędzki, Lech         | 1956           | 195 cm  |            |
| 8  | PG   | Polska | Miłek, Waldemar        | 1965           | 189 cm  |            |
| 7  | G    | Polska | Sićko, Mirosław        | 1957-01-05     | 187? cm |            |
| 9  | PG   | Polska | Plebanek, Jerzy        | 1946-06-25     | 188 cm  |            |
| 8  | G    | Polska | Stępiński, Szczepan    | ?              | 187 cm  |            |
| 3  | PG   | Polska | Gębala, Mieczysław     | 1955           | 192 cm  |            |
| 11 | G    | Polska | Ściężor, Edward        | ?              | 190 cm  |            |
| 2  | PG   | Polska | Nowacki, Piotr         | ?              | 186 cm  |            |
| 10 | G    | Polska | Bartosz, Mariusz       | 1962           | 200 cm  |            |
| 12 | G    | Polska | Wojdyr, Grzegorz       | ?              | 200 cm  |            |

Trener:  Ryszard Janik
- kierownik drużyny: Tadeusz Sikora

### Sezon 1980/1983 (II liga)
Spójnia w II lidze rozpoczęła rozgrywki we wrześniu 1980 sezonu 1980/1983.
Skład z lat 1980/1983:
| Nr | Poz. | Nar.   | Nazwisko i imię        | Data urodzenia | Wzrost  | Masa ciała |
| -- | ---- | ------ | ---------------------- | -------------- | ------- | ---------- |
| 12 | C    | Polska | Ładniak, Marek         | 1950-06-09     | 202 cm  |            |
|    | PG   | Polska | Purwiniecki, Ireneusz  | 1963-06-29     | 188 cm  |            |
| 13 | C/F  | Polska | Łabędzki, Lech         | 1956           | 195 cm  |            |
| 5  | G/F  | Polska | Koziorowicz, Krzysztof | 1957-03-24     | 181 cm  |            |
| 4  | C/F  | Polska | Fajerski, Roman        | 1955-01-01     | 194 cm  |            |
|    | C/F  | Polska | Szczepański, Jacek     | ?              | 195 cm  |            |
| 7  | G    | Polska | Sićko, Mirosław        | 1957-01-05     | 187? cm |            |
| 7  | G    | Polska | Kasprzyk, Bogusław     | 1953           | ? cm    |            |
| ?  | ?    | Polska | Kciuk, Jerzy           | ?              | ? cm    |            |
|    | PG   | Polska | Wolski, Romuald        | 1963           | ? cm    |            |
|    | PG   | Polska | Stachowiak, Andrzej    | 1956           | 192? cm |            |
|    | PG   | Polska | Miłek, Waldemar        | 1965           | 189 cm  |            |
| 13 | PG   | Polska | Matysik, Marek         | 1964           | 185 cm  |            |
| 4  | C/F  | Polska | Bielawski, Krzysztof   | 1959           | 195 cm  |            |
| ?  | ?    | Polska | Ściężor, Edward        | ?              | ? cm    |            |
| ?  | ?    | Polska | Ładniak, Adam          | ?              | ? cm    |            |
| 6  | C/F  | Polska | Maksel, Władysław      | 1955           | 194 cm  |            |
| 13 | G/F  | Polska | Kozel, Krzysztof       | ?              | ? cm    |            |
| 10 | G    | Polska | Bartosz, Mariusz       | 1962           | 200 cm  |            |
|    | G    | Polska | Wojdyr, Grzegorz       | ?              | 200 cm  |            |

Trener:  Ryszard Janik
- kierownik drużyny: Tadeusz Sikora

### Sezon 1983/1984 (II liga)
Spójnia w sezonie 1983/1984 rozpoczęła rozgrywki w II lidze.
Skład z lat 1983/1984:
| Nr | Poz. | Nar.   | Nazwisko i imię        | Data urodzenia | Wzrost  | Masa ciała |
| -- | ---- | ------ | ---------------------- | -------------- | ------- | ---------- |
| 4  | S/C  | Polska | Bartosz, Mariusz       | 1962           | 200 cm  |            |
| 4  | C/F  | Polska | Fajerski, Roman        | 1955-01-01     | 194 cm  |            |
| 13 | G/F  | Polska | Kozel, Krzysztof       | ?              | ? cm    |            |
| 5  | G/F  | Polska | Koziorowicz, Krzysztof | 1957-03-24     | 181 cm  |            |
| 13 | C/F  | Polska | Łabędzki, Lech         | 1956           | 195 cm  |            |
| ?  | ?    | Polska | Ładniak, Adam          | ?              | ? cm    |            |
| 12 | C    | Polska | Ładniak, Marek         | 1950-06-09     | 202 cm  |            |
| 13 | PG   | Polska | Matysik, Marek         | 1964           | 185 cm  |            |
|    | PG   | Polska | Miłek, Waldemar        | 1965           | 189 cm  |            |
| 8  | R    | Polska | Purwiniecki, Ireneusz  | 1963-06-29     | 188 cm  |            |
| 7  | G    | Polska | Sićko, Mirosław        | 1957-01-05     | 187? cm |            |
|    | PG   | Polska | Stachowiak, Andrzej    | 1956           | 192? cm |            |
|    | C/F  | Polska | Szczepański, Jacek     | ?              | 195 cm  |            |
|    | PG   | Polska | Wolski, Roman          | 1963           | 189 cm  |            |

Trener:  Ryszard Janik
 Asystenci: ?
- kierownik drużyny: Tadeusz Sikora
- lekarz: ?
- masażysta: ?

### Sezon 1984/1985 (II liga)
Spójnia w sezonie 1984/1985 rozpoczęła rozgrywki w II lidze i grała w składzie:
Skład z lat 1984/1985:
| Nr | Poz. | Nar.   | Nazwisko i imię        | Data urodzenia | Wzrost  | Masa ciała |
| -- | ---- | ------ | ---------------------- | -------------- | ------- | ---------- |
| 4  | S/C  | Polska | Bartosz, Mariusz       | 1962           | 200 cm  |            |
| 4  | C/F  | Polska | Fajerski, Roman        | 1955-01-01     | 194 cm  |            |
| 5  | G/F  | Polska | Koziorowicz, Krzysztof | 1957-03-24     | 181 cm  |            |
| 13 | C/F  | Polska | Łabędzki, Lech         | 1956           | 195 cm  |            |
| ?  | ?    | Polska | Ładniak, Adam          | ?              | ? cm    |            |
| 12 | C    | Polska | Ładniak, Marek         | 1950-06-09     | 202 cm  |            |
|    | PG   | Polska | Miłek, Waldemar        | 1965           | 189 cm  |            |
| 8  | R    | Polska | Purwiniecki, Ireneusz  | 1963-06-29     | 188 cm  |            |
|    | PG   | Polska | Stachowiak, Andrzej    | 1956           | 192? cm |            |
|    | C/F  | Polska | Szczepański, Jacek     | ?              | 195 cm  |            |
| ?  | ?    | Polska | Ściężor, Edward        | ?              | ? cm    |            |
|    | G    | Polska | Wojdyr, Grzegorz       | ?              | 200 cm  |            |
|    | PG   | Polska | Wolski, Roman          | 1963           | 189 cm  |            |

Trener:  Ryszard Janik
 Asystenci: ?
- kierownik drużyny: Tadeusz Sikora
- lekarz: ?
- masażysta: ?

### Sezon 1985/1986 (II liga)
Spójnia w sezonie 1985/1986 rozpoczęła rozgrywki w II lidze.
Skład z lat 1985/1986:
| Nr | Poz. | Nar.   | Nazwisko i imię        | Data urodzenia | Wzrost  | Masa ciała |
| -- | ---- | ------ | ---------------------- | -------------- | ------- | ---------- |
| 4  | S/C  | Polska | Bartosz, Mariusz       | 1962           | 200 cm  |            |
| ?  | ?    | Polska | Bejnar, Andrzej        | ?              | ? cm    |            |
| 4  | C/F  | Polska | Bielawski, Krzysztof   | 1959           | 195 cm  |            |
| 4  | C/F  | Polska | Fajerski, Roman        | 1955-01-01     | 194 cm  |            |
| 5  | G/F  | Polska | Koziorowicz, Krzysztof | 1957-03-24     | 181 cm  |            |
| ?  | ?    | Polska | Marczyk, Leszek        | ?              | ? cm    |            |
| 9  | S    | Polska | Matyga, Ireneusz       | 1966           | 198 cm  |            |
| 8  | R    | Polska | Purwiniecki, Ireneusz  | 1963-06-29     | 188 cm  |            |
|    | PG   | Polska | Stachowiak, Andrzej    | 1956           | 192? cm |            |
| ?  | O    | Polska | Sztandor, Krzysztof    | ?              | ? cm    |            |
|    | PG   | Polska | Wolski, Roman          | 1963           | 189 cm  |            |

Trener:  Ryszard Janik
 Asystenci: ?
- kierownik drużyny: Tadeusz Sikora
- lekarz: ?
- masażysta: ?

### Sezon 1986/1987 (II liga)
Spójnia w sezonie 1986/1987 rozpoczęła rozgrywki w II lidze:
Skład z lat 1986/1987:
| Nr | Poz. | Nar.   | Nazwisko i imię        | Data urodzenia | Wzrost  | Masa ciała |
| -- | ---- | ------ | ---------------------- | -------------- | ------- | ---------- |
| 4  | S/C  | Polska | Bartosz, Mariusz       | 1962           | 200 cm  |            |
| ?  | ?    | Polska | Bejnar, Andrzej        | ?              | ? cm    |            |
| 4  | C/F  | Polska | Bielawski, Krzysztof   | 1959           | 195 cm  |            |
| 4  | C/F  | Polska | Fajerski, Roman        | 1955-01-01     | 194 cm  |            |
| ?  | R    | Polska | Grześkowiak, Sławomir  | ?              | ? cm    |            |
| 5  | G/F  | Polska | Koziorowicz, Krzysztof | 1957-03-24     | 181 cm  |            |
| ?  | ?    | Polska | Marczyk, Leszek        | ?              | ? cm    |            |
| 9  | S    | Polska | Matyga, Ireneusz       | 1966           | 198 cm  |            |
|    | PG   | Polska | Miłek, Waldemar        | 1965           | 189 cm  |            |
| 8  | R    | Polska | Purwiniecki, Ireneusz  | 1963-06-29     | 188 cm  |            |
|    | PG   | Polska | Stachowiak, Andrzej    | 1956           | 192? cm |            |

Trener:  Ryszard Janik
 Asystenci: ?
- kierownik drużyny: Tadeusz Sikora
- lekarz: ?
- masażysta: ?

### Sezon 1987/1988 (II liga)
Spójnia w sezonie 1988/1989 rozpoczęła rozgrywki w II lidze:
Skład z lat 1987/1988:
| Nr | Poz. | Nar.   | Nazwisko i imię        | Data urodzenia | Wzrost  | Masa ciała |
| -- | ---- | ------ | ---------------------- | -------------- | ------- | ---------- |
| 4  | S/C  | Polska | Bartosz, Mariusz       | 1962           | 200 cm  |            |
| ?  | ?    | Polska | Bejnar, Andrzej        | ?              | ? cm    |            |
| 4  | C/F  | Polska | Bielawski, Krzysztof   | 1959           | 195 cm  |            |
| 7  | S    | Polska | Cieliński, Marek       | 1969-04-25     | 197 cm  |            |
| 4  | C/F  | Polska | Fajerski, Roman        | 1955-01-01     | 194 cm  |            |
| ?  | R    | Polska | Grześkowiak, Sławomir  | ?              | ? cm    |            |
| 5  | G/F  | Polska | Koziorowicz, Krzysztof | 1957-03-24     | 181 cm  |            |
| ?  | ?    | Polska | Marczyk, Leszek        | ?              | ? cm    |            |
| 9  | S    | Polska | Matyga, Ireneusz       | 1966           | 198 cm  |            |
|    | PG   | Polska | Miłek, Waldemar        | 1965           | 189 cm  |            |
| 8  | R    | Polska | Purwiniecki, Ireneusz  | 1963-06-29     | 188 cm  |            |
|    | PG   | Polska | Stachowiak, Andrzej    | 1956           | 192? cm |            |

Trener:  Ryszard Janik
 Asystenci: ?
- kierownik drużyny: Tadeusz Sikora?
- lekarz: ?
- masażysta: ?

### Sezon 1988/1989 (II liga)
Spójnia w sezonie 1988/1989 rozpoczęła rozgrywki w II lidze:
Skład z lat 1988/1989:
| Nr | Poz. | Nar.   | Nazwisko i imię        | Data urodzenia | Wzrost  | Masa ciała |
| -- | ---- | ------ | ---------------------- | -------------- | ------- | ---------- |
| 4  | S/C  | Polska | Bartosz, Mariusz       | 1962           | 200 cm  |            |
| 7  | S    | Polska | Cieliński, Marek       | 1969-04-25     | 197 cm  |            |
| 5  | G/F  | Polska | Koziorowicz, Krzysztof | 1957-03-24     | 181 cm  |            |
| ?  | ?    | Polska | Bejnar, Andrzej        | ?              | ? cm    |            |
| 8  | R    | Polska | Purwiniecki, Ireneusz  | 1963-06-29     | 188 cm  |            |
| 9  | S    | Polska | Matyga, Ireneusz       | 1966           | 198 cm  |            |
|    | PG   | Polska | Stachowiak, Andrzej    | 1956           | 192? cm |            |
|    | PG   | Polska | Miłek, Waldemar        | 1965           | 189 cm  |            |
| 5  | R    | Polska | Gintowt, Mariusz       | 1967           | 196 cm  |            |
| ?  | R    | Polska | Grześkowiak, Sławomir  | ?              | ? cm    |            |
| ?  | ?    | Polska | Marczyk, Leszek        | ?              | ? cm    |            |

Trener:  Ryszard Janik
 Asystenci: ?
- kierownik drużyny: Tadeusz Sikora?
- lekarz: ?
- masażysta: ?

### Sezon 1989/1990 (II liga)
Spójnia w sezonie 1989/1990 rozpoczęła rozgrywki w II lidze i grała w składzie:
| Nr | Poz. | Nar.   | Nazwisko i imię        | Data urodzenia | Wzrost  | Masa ciała |
| -- | ---- | ------ | ---------------------- | -------------- | ------- | ---------- |
| 4  | S/C  | Polska | Bartosz, Mariusz       | 1962           | 200 cm  |            |
| 7  | S    | Polska | Cieliński, Marek       | 1969-04-25     | 197 cm  |            |
| 5  | G/F  | Polska | Koziorowicz, Krzysztof | 1957-03-24     | 181 cm  |            |
| 8  | R    | Polska | Purwiniecki, Ireneusz  | 1963-06-29     | 188 cm  |            |
|    | PG   | Polska | Stachowiak, Andrzej    | 1956           | 192? cm |            |
| ?  | O    | Polska | Dubij, Wiesław         | 1970-10-06     | 185 cm  |            |
| ?  | O    | Polska | Fleming, Piotr         | 1970           | 190 cm  |            |
| 9  | S    | Polska | Matyga, Ireneusz       | 1966           | 198 cm  |            |
|    | PG   | Polska | Miłek, Waldemar        | 1965           | 189 cm  |            |
| 5  | C    | Polska | Szrama, Waldemar       | ?              | ? cm    |            |
| ?  | ?    | Polska | Trybuła, Mariusz       | ?              | ? cm    |            |
| ?  | ?    | Polska | Marczyk, Leszek        | ?              | ? cm    |            |

Trener:  Grzegorz Chodkiewicz
 Asystenci: Ryszard Janik
- kierownik drużyny:Ryszard Pasikowski
- lekarz: ?
- masażysta: ?

### Sezon 1990/1991 (II liga)
Spójnia w sezonie 1990/1991 rozpoczęła rozgrywki w II lidze:
Skład z lat 1990/1991:
| Nr | Poz. | Nar.   | Nazwisko i imię        | Data urodzenia | Wzrost | Masa ciała |
| -- | ---- | ------ | ---------------------- | -------------- | ------ | ---------- |
| 4  | S/C  | Polska | Bartosz, Mariusz       | 1962           | 200 cm |            |
| 7  | S    | Polska | Cieliński, Marek       | 1969-04-25     | 197 cm |            |
| 5  | G/F  | Polska | Koziorowicz, Krzysztof | 1957-03-24     | 181 cm |            |
| 9  | S    | Polska | Matyga, Ireneusz       | 1966           | 198 cm |            |
|    | PG   | Polska | Miłek, Waldemar        | 1965           | 189 cm |            |
| 8  | R    | Polska | Purwiniecki, Ireneusz  | 1963-06-29     | 188 cm |            |
| 14 | R    | Polska | Szczerbala, Robert     | 1971-01-9      | 172 cm |            |
| 6  | S    | Polska | Śpiewak, Grzegorz      | 1973-03-15     | 192 cm |            |
| ?  | O    | Polska | Jóźwiak, Jacek         | 1964           | 196 cm |            |

Trener:  Grzegorz Chodkiewicz
 Asystenci: Mieczysław Major
- kierownik drużyny:Ryszard Pasikowski
- lekarz: ?
- masażysta: ?

### Sezon 1991/1992 (II liga)
Spójnia w sezonie 1991/1992 rozpoczęła rozgrywki w II lidze:
Skład z lat 1991/1992:
| Nr | Poz. | Nar.   | Nazwisko i imię        | Data urodzenia | Wzrost | Masa ciała |
| -- | ---- | ------ | ---------------------- | -------------- | ------ | ---------- |
| 4  | S/C  | Polska | Bartosz, Mariusz       | 1962           | 200 cm |            |
| 7  | S    | Polska | Cieliński, Marek       | 1969-04-25     | 197 cm |            |
| ?  | O    | Polska | Jóźwiak, Jacek         | 1964           | 196 cm |            |
| 5  | G/F  | Polska | Koziorowicz, Krzysztof | 1957-03-24     | 181 cm |            |
| 9  | S    | Polska | Matyga, Ireneusz       | 1966           | 198 cm |            |
|    | PG   | Polska | Miłek, Waldemar        | 1965           | 189 cm |            |
| 3  | S    | Litwa  | Stepanovicius, Ricard  | 1966           | 196 cm |            |
| 3  | S    | Litwa  | Legus, Valdas          | 1966           | ? cm   |            |
| 8  | R    | Polska | Purwiniecki, Ireneusz  | 1963-06-29     | 188 cm |            |
| 14 | R    | Polska | Szczerbala, Robert     | 1971-01-9      | 172 cm |            |
| 6  | S    | Polska | Śpiewak, Grzegorz      | 1973-03-15     | 192 cm |            |

Trener:  Grzegorz Chodkiewicz
 Asystenci: Mieczysław Major
- kierownik drużyny:Ryszard Pasikowski
- lekarz: ?
- masażysta: ?

### Sezon 1992/1993 (II liga)
Spójnia w sezonie 1992/1993 rozpoczęła rozgrywki w II lidze:
Skład z lat 1992/1993:
| Nr | Poz. | Nar.   | Nazwisko i imię       | Data urodzenia | Wzrost | Masa ciała |
| -- | ---- | ------ | --------------------- | -------------- | ------ | ---------- |
| 4  | S/C  | Polska | Bartosz, Mariusz      | 1962           | 200 cm |            |
| ?  | C    | Polska | Bigus, Rafał          | 1976-07-12     | 215 cm |            |
| 15 | C    | Litwa  | Leonavicius, Sigitas  | 1965-10-13     | 205 cm |            |
|    | PG   | Litwa  | Petronis, Romualdas   | ?              | ? cm   |            |
| 8  | R    | Polska | Purwiniecki, Ireneusz | 1963-06-29     | 188 cm |            |
| 14 | R    | Polska | Szczerbala, Robert    | 1971-01-9      | 172 cm |            |
| 10 | S/C  | Polska | Molenda, Andrzej      | 1975-02-07     | 203 cm |            |
| 6  | S    | Polska | Śpiewak, Grzegorz     | 1973-03-15     | 192 cm |            |
| 7  | S    | Polska | Cieliński, Marek      | 1969-04-25     | 197 cm |            |
| 5  | R    | Polska | Dubij, Wiesław        | 1970-10-06     | 185 cm |            |
| 9  | S    | Polska | Matyga, Ireneusz      | 1966           | 198 cm |            |

Trener:  Grzegorz Chodkiewicz
 Asystenci: Mieczysław Major
- kierownik sekcji: Stanisław Ochota
- kierownik drużyny: Ryszard Pasikowski
- lekarz: Jerzy Semanycz
- masażysta: Grzegorz Gromek

### Sezon 1993/1994 (wejście do I ligi)
Spójnia w sezonie 1993/1994 rozpoczęła rozgrywki w II lidze, w marcu 1994 awansowała do I ligi (ekstraklasa) i grała w składzie:
| Nr | Poz. | Nar.   | Nazwisko i imię           | Data urodzenia | Wzrost | Masa ciała |
| -- | ---- | ------ | ------------------------- | -------------- | ------ | ---------- |
| 8  | R    | Polska | Purwiniecki, Ireneusz     | 1963-06-29     | 188 cm |            |
| 7  | S    | Polska | Cieliński, Marek          | 1969-04-25     | 197 cm |            |
| 5  | R    | Polska | Dubij, Wiesław            | 1970-10-06     | 185 cm |            |
| 10 | S/C  | Polska | Molenda, Andrzej          | 1975-02-07     | 203 cm |            |
| 4  | S/C  | Polska | Bartosz, Mariusz          | 1962           | 200 cm |            |
| 9  | S    | Polska | Matyga, Ireneusz          | 1966           | 198 cm |            |
| 14 | R    | Polska | Szczerbala, Robert        | 1971-01-9      | 172 cm |            |
| 6  | S    | Polska | Śpiewak, Grzegorz         | 1973-03-15     | 192 cm |            |
| 11 | S    | Polska | Korczyk, Bartosz          | 1975           | 198 cm |            |
| 12 | S    | Polska | Wieczorkiewicz, Sylwester | ?              | ? cm   |            |
| 14 | S    | Polska | Wypart, Robert            | ?              | ? cm   |            |
| 15 | C    | Litwa  | Birutis, Sigitas          | 1965-10-13     | 205 cm |            |
| 3  | S    | Litwa  | Steponavičius, Ridijus    | 1966-02-07     | 196 cm |            |

Trener:  Grzegorz Chodkiewicz
 Asystenci: Mieczysław Major
- kierownik klubu:Zygmunt Drążek
- kierownik sekcji: Stanisław Ochota
- kierownik drużyny: Zbigniew Błochowiak
- lekarz: Jerzy Semanycz
- masażysta: Grzegorz Gromek

### Sezon 1994/1995 (I liga)
Spójnia w sezonie 1995/1996 rozpoczęła rozgrywki w I lidze (ekstraklasa).
Skład z lat 1994/1995:
| Nr | Poz. | Nar.              | Nazwisko i imię       | Data urodzenia | Wzrost | Masa ciała |
| -- | ---- | ----------------- | --------------------- | -------------- | ------ | ---------- |
| 8  | C    | Stany Zjednoczone | Eggleston, Martin     | 1967-01-27     | 209 cm |            |
| ?  | S    | Stany Zjednoczone | Tomas, Tyrone         | 1968-10-05     | 195 cm |            |
| 4  | S    | Polska            | Dubicki, Jarosław     | 1966-01-20     | 185 cm |            |
| 7  | S    | Polska            | Cieliński, Marek      | 1969-04-25     | 197 cm |            |
| 3  | S    | Litwa             | Stepanovicius, Ridius | 1966           | 196 cm |            |
| 14 | R    | Polska            | Szczerbala, Robert    | 1971-01-9      | 172 cm |            |
| 12 | C    | Polska            | Ignatowicz, Piotr     | 1975-02-7      | 198 cm |            |
| 8  | R    | Polska            | Purwiniecki, Ireneusz | 1963-06-29     | 188 cm |            |
| 5  | R    | Polska            | Dubij, Wiesław        | 1970-10-06     | 185 cm |            |
| 10 | S/C  | Polska            | Molenda, Andrzej      | 1975-02-07     | 203 cm |            |
| 9  | S    | Polska            | Matyga, Ireneusz      | 1966           | 198 cm |            |
| 6  | S    | Polska            | Śpiewak, Grzegorz     | 1973-03-15     | 191 cm |            |

Trener:  Grzegorz Chodkiewicz
 Asystenci: Mieczysław Major
- kierownik klubu:Zygmunt Drążek
- kierownik sekcji: Stanisław Ochota
- kierownik drużyny: Zbigniew Błochowiak
- lekarz: Jerzy Semanycz
- masażysta: Grzegorz Gromek

Uwaga: po meczu z Bobrami (19 kolejka) za Grzegorza Chodkiewicza trenerem został Krzysztof Koziorowicz

### Sezon 1995/1996 (I liga)
Spójnia w sezonie 1995/1996 grała w I lidze (ekstraklasa).
Skład z lat 1995/1996:
| Nr | Poz. | Nar.              | Nazwisko i imię       | Data urodzenia | Wzrost | Masa ciała |
| -- | ---- | ----------------- | --------------------- | -------------- | ------ | ---------- |
| 8  | C    | Stany Zjednoczone | Eggleston, Martin     | 1967-01-27     | 209 cm |            |
| ?  | R    | Stany Zjednoczone | Williams, Keith       | 1965-03-30     | 180 cm |            |
| 3  | R    | Polska            | Kościuk, Robert       | 1969-01-17     | 186 cm |            |
| 8  | R    | Polska            | Purwiniecki, Ireneusz | 1963-06-29     | 188 cm |            |
| 7  | S    | Polska            | Cieliński, Marek      | 1969-04-25     | 197 cm |            |
| 5  | R    | Polska            | Dubij, Wiesław        | 1970-10-06     | 185 cm |            |
| 10 | S/C  | Polska            | Molenda, Andrzej      | 1975-02-07     | 203 cm |            |
| 4  | S    | Polska            | Dubicki, Jarosław     | 1966-01-20     | 185 cm |            |
| 6  | S    | Polska            | Śpiewak, Grzegorz     | 1973-03-15     | 191 cm |            |
| 15 | S    | Polska            | Wiekiera, Paweł       | 1978-01-14     | 205 cm |            |
| 12 | C    | Polska            | Kołodziejczak, Jerzy  | 1965-10-13     | 205 cm |            |

Trener:  Krzysztof Koziorowicz
 Asystenci: Ryszard Janik
- kierownik klubu:Zygmunt Drążek
- kierownik sekcji: Stanisław Ochota
- kierownik drużyny: Zbigniew Błochowiak
- lekarz: Jerzy Semanycz
- masażysta: Grzegorz Gromek

### Sezon 1996/1997 (PLK - wicemistrzostwo)
Spójnia w sezonie 1996/1997 rozpoczęła rozgrywki w PLK i na koniec sezonu zdobyła tytuł wicemistrza Polski i grała w składzie:
| Nr | Poz. | Nar.              | Nazwisko i imię        | Data urodzenia | Wzrost | Masa ciała |
| -- | ---- | ----------------- | ---------------------- | -------------- | ------ | ---------- |
| 7  | S    | Polska            | Cieliński, Marek       | 1969-04-25     | 198 cm |            |
| 5  | R    | Polska            | Dubij, Wiesław         | 1970-10-06     | 185 cm |            |
| 12 | C    | Stany Zjednoczone | McNaull, Joseph        | 1972-06-23     | 208 cm |            |
| 11 | R    | Polska            | Szczerbala, Robert     | 1971-01-9      | 172 cm |            |
| 14 | S    | Polska            | Morkowski, Robert      | 1974-08-21     | 200 cm |            |
| 4  | R    | Polska            | Sobczyński, Marek      | 1963-10-29     | 194 cm |            |
| 15 | S    | Polska            | Wiekiera, Paweł        | 1978-01-14     | 205 cm |            |
| 15 | C    | Polska            | Grudziński, Wiktor     | 1978-04.-9     | 207 cm |            |
| 6  | C    | Polska            | Wilangowski, Krzysztof | 1965-03-30     | 210 cm |            |
| 13 | R    | Stany Zjednoczone | Williams, Keith        | 1965-03-30     | 180 cm |            |

Trener:  Tadeusz Aleksandrowicz
 Asystenci: Krzysztof Koziorowicz
- kierownik klubu:Zygmunt Drążek

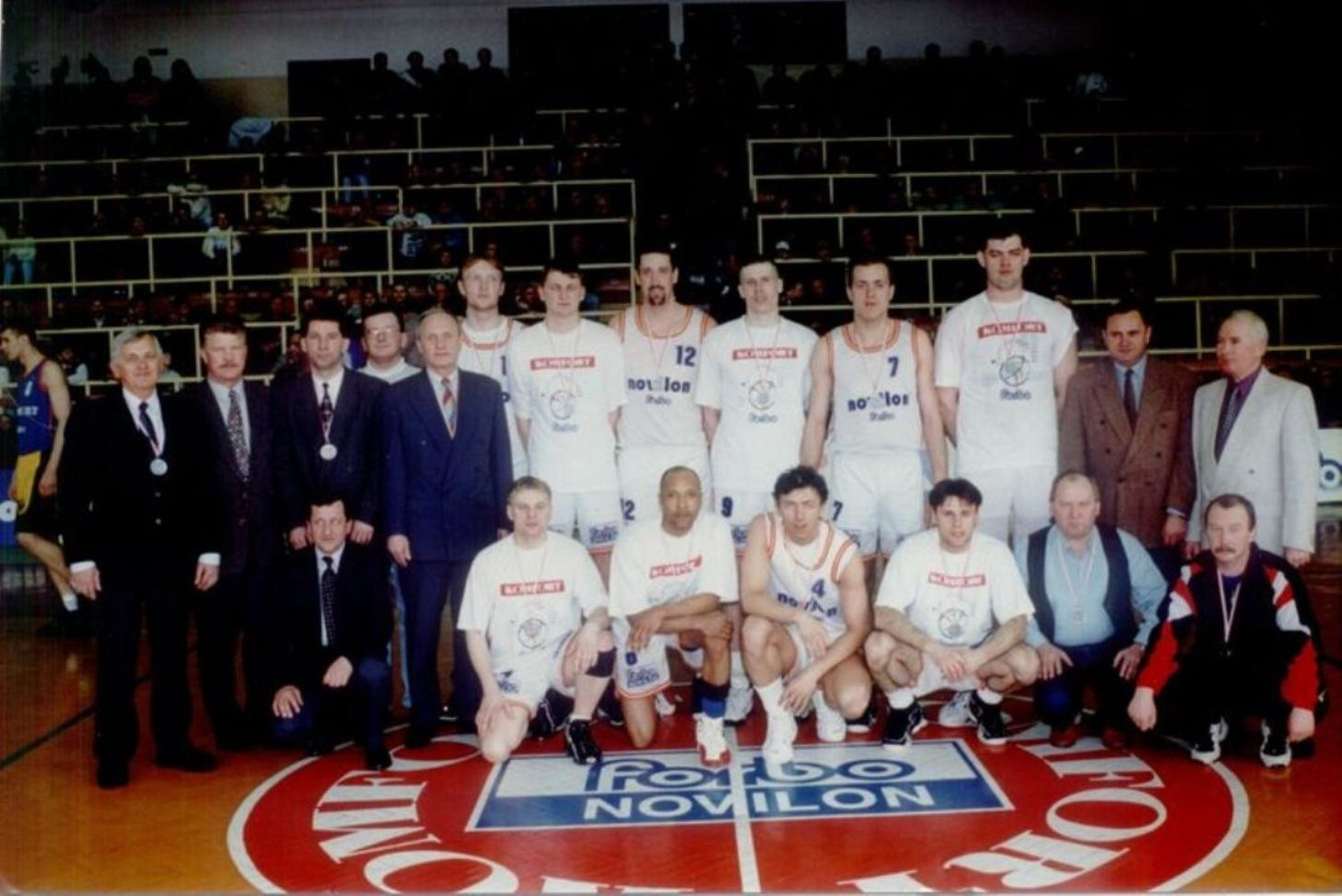
Stargard Szczeciński, 1997. Spójnia wicemistrzem Polski seniorów

- kierownik sekcji: Stanisław Ochota
- kierownik drużyny:Zbigniew Błochowiak
- lekarz: Jerzy Semanycz
- masażysta: Grzegorz Gromek

### Sezon 1997/1998 (rozgrywki w PLK)
Skład z lat 1997/1998:
| Nr | Poz. | Nar.              | Nazwisko i imię       | Data urodzenia | Wzrost | Masa ciała |
| -- | ---- | ----------------- | --------------------- | -------------- | ------ | ---------- |
| 7  | S    | Polska            | Cieliński, Marek      | 1969-04-25     | 198 cm |            |
| 5  | R    | Polska            | Dubij, Wiesław        | 1970-10-06     | 185 cm |            |
| 13 | C    | Rosja             | Griszajew, Siergiej   | 1961           | 208 cm |            |
| 15 | C    | Polska            | Grudziński, Wiktor    | 1978-04.-9     | 207 cm |            |
| 12 | C    | Polska            | Ignatowicz, Piotr     | 1975-02-7      | 198 cm |            |
| 3  | R    | Polska            | Kościuk, Robert       | 1969-01-17     | 186 cm |            |
| 14 | S    | Polska            | Morkowski, Robert     | 1974-08-21     | 200 cm |            |
| 11 | R    | Polska            | Szczerbala, Robert    | 1971-01-9      | 172 cm |            |
| 15 | S    | Polska            | Wiekiera, Paweł       | 1978-01-14     | 205 cm |            |
| 6  | C    | Stany Zjednoczone | Stern, Jeff           | 1968-08-24     | 208 cm |            |
| 4  | S/C  | Polska            | Price, Marzel         | 1963-10-29     | 206 cm |            |
| 8  | S    | Rosja             | Tanasiejczuk, Nikołaj | 1959-12-16     | 190 cm |            |
| 8  | S/R  | Stany Zjednoczone | Upshaw, Kelvin        | 1959-12-16     | 188 cm |            |
| ?  | S    | Polska            | Kurkianiec, Kamil     | 1980-01-13     | 190 cm |            |
| ?  | S    | Polska            | Krzemiński, Łukasz    | 1980-06-16     | 201 cm |            |

Trener:  Tadeusz Huciński
 Asystenci: Mieczysław Major
- kierownik klubu:Zygmunt Drążek
- kierownik drużyny:Zbigniew Błochowiak
- lekarz: Jerzy Semanycz
- masażysta: Grzegorz Gromek

Uwaga: w 16 kolejce trenerem był Mieczysław Major, w 17 kolejce trenerem został Tadeusz Aleksandrowicz
- zawodnicy zwolnieni - Siergiej Griszajew, Marzel Price, Nikołaj Tanasejczuk

### Sezon 1998/1999 (rozgrywki w PLK)
Spójnia w sezonie 1998/1999 grała w PLK.
Skład z lat 1998/1999:
| Nr | Poz. | Nar.                | Nazwisko i imię        | Data urodzenia | Wzrost | Masa ciała |
| -- | ---- | ------------------- | ---------------------- | -------------- | ------ | ---------- |
| 3  | R    | Polska              | Kościuk, Robert        | 1969-01-17     | 186 cm |            |
| ?  | S    | Polska              | Krzemiński, Łukasz     | 1980-06-16     | 201 cm |            |
| 7  | S    | Polska              | Cieliński, Marek       | 1969-04-25     | 198 cm |            |
| 10 | S/C  | Polska              | Molenda, Andrzej       | 1975-02-07     | 203 cm |            |
| 8  | S/R  | Stany Zjednoczone   | Upshaw, Kelvin         | 1959-12-16     | 188 cm |            |
| 6  | C    | Stany Zjednoczone   | Stern, Jeff            | 1968-08-24     | 208 cm |            |
| 15 | C    | Polska              | Grudziński, Wiktor     | 1978-04.-9     | 207 cm |            |
| 14 | S    | Polska              | Morkowski, Robert      | 1974-08-21     | 200 cm |            |
| 15 | S    | Polska              | Wiekiera, Paweł        | 1978-01-14     | 205 cm |            |
| ?  | S    | Polska              | Kurkianiec, Kamil      | 1980-01-13     | 190 cm |            |
| 5  | R    | Litwa               | Aidietis, Giedrius     | 1974-03-12     | 206 cm |            |
| ?  | ?    | Stany Zjednoczone   | Veney, Keith           | 1974-12-20     | 185 cm |            |
| ?  | C    | Serbia i Czarnogóra | Slivancanin, Slobodan  | 1972-05-01     | 209 cm |            |
| ?  | C    | Stany Zjednoczone   | Conlisk, Robert        | 1972-04-08     | 211 cm |            |
| ?  | S    | Serbia i Czarnogóra | Dragutinović, Vladimir | 1967-06-20     | 192 cm |            |
| ?  | C    | Stany Zjednoczone   | Sneed, Chris           | 1974-04-22     | 200 cm |            |
| ?  | ?    | Polska              | Bąk, Marcin            | 1972-06-19     | 196 cm |            |
| ?  | R    | Polska              | Mila, Krzysztof        | 1970-06-06     | 186 cm |            |
| ?  | S    | Polska              | Nowak, Michał          | 1980-09-27     | 198 cm |            |

Trener:  Tadeusz Aleksandrowicz
 Asystenci: Mieczysław Major
- kierownik klubu:Zygmunt Drążek
- kierownik drużyny:Zbigniew Błochowiak
- lekarz: Jerzy Semanycz
- masażysta: Grzegorz Gromek

Uwaga: zostali zwolnieni zawodnicy - Marcin Bąk, Robert Conlisk, Vladimir Dragutinović, Krzysztof Mila, Slobodan Slijvancanin, Chris Sneed, Keith Veney

### Sezon 1999/2000 (rozgrywki w PLK)
Spójnia w sezonie 1999/2000 grała w PLK w składzie:
Skład z lat 1999/2000:
| Nr | Poz. | Nar.                | Nazwisko i imię      | Data urodzenia | Wzrost | Masa ciała |
| -- | ---- | ------------------- | -------------------- | -------------- | ------ | ---------- |
| 3  | R    | Polska              | Kościuk, Robert      | 1969-01-17     | 186 cm |            |
| 15 | S    | Polska              | Wiekiera, Paweł      | 1978-01-14     | 205 cm |            |
| 15 | C    | Polska              | Grudziński, Wiktor   | 1978-04.-9     | 207 cm |            |
| 14 | S    | Polska              | Morkowski, Robert    | 1974-08-21     | 200 cm |            |
| ?  | S    | Polska              | Kurkianiec, Kamil    | 1980-01-13     | 190 cm |            |
| ?  | C    | Polska              | Bigus, Rafał         | 1976-07-12     | 215 cm |            |
| ?  | ?    | Stany Zjednoczone   | McGruder, Prentice   | 1974           | 192 cm |            |
| ?  | S    | Polska              | Krzemiński, Łukasz   | 1980-06-16     | 201 cm |            |
| ?  | S    | Polska              | Nowak, Michał        | 1980-09-27     | 198 cm |            |
| 7  | O    | Polska              | Nizioł, Piotr        | 1969-01-15     | 190 cm |            |
| ?  | S    | Polska              | Słomiński, Adam      | 1980           | 202 cm |            |
| 10 | O    | Polska              | Liśkiewicz, Marcin   | 1981           | 192 cm |            |
| 8  | S    | Serbia i Czarnogóra | Pokrajac, Damir      | 1966-10-21     | 205 cm |            |
| 6  | S    | Litwa               | Staskunas, Paulius   | 1974-05-20     | 198 cm |            |
| ?  | O    | Stany Zjednoczone   | Wilson, Marcus       | 1977-08-08     | 191 cm |            |
| ?  | S/C  | Polska              | Ziółkowski, Wojciech | 1972-04-26     | 205 cm |            |
| ?  | C    | Panama              | Cardenas, Eric       | 1973           | 206 cm |            |
| ?  | O    | Stany Zjednoczone   | Hunt, Anderson       | 1969-01-01     | 188 cm |            |
| ?  | C    | Stany Zjednoczone   | Rewers, Brian        | 1970           | 209 cm |            |
| ?  | S/C  | Stany Zjednoczone   | Thompkins, Ronnie    | 1972-04-24     | 203 cm |            |
| ?  | O    | Stany Zjednoczone   | Williams, Kenny      | 1967-02-28     | 179 cm |            |

Trener:  Tadeusz Aleksandrowicz
 Asystenci: Mieczysław Major
- kierownik drużyny:Zbigniew Błochowiak
- lekarz: Jerzy Semanycz
- masażysta: Grzegorz Gromek

Uwaga: zostali zwolnieni zawodnicy - Eric Cardenas, Anderson Hunt, Robert Kościuk, Brian Rewers, Ronald Thompkins, Kenny Williams

### Sezon 2002/2003 (rozgrywki w PLK)
Spójnia w sezonie 2002/2003 grała w zawodowej LBL rozgrywek w PLK w składzie.
Skład z lat 2002/2003:
| Nr | Poz. | Nar.              | Nazwisko i imię         | Data urodzenia | Wzrost | Masa ciała |
| -- | ---- | ----------------- | ----------------------- | -------------- | ------ | ---------- |
| ?  | C    | Polska            | Bigus, Rafał            | 1976-07-12     | 215 cm |            |
| ?  | S    | Stany Zjednoczone | Turner, Kevin           | 1980-01-13     | 190 cm |            |
| 14 | S    | Polska            | Morkowski, Robert       | 1974-08-21     | 200 cm |            |
| 7  | O    | Polska            | Nizioł, Piotr           | 1969-01-15     | 190 cm |            |
| ?  | O    | Polska            | Wiliński, Piotr         | 1983-02-12     | 182 cm |            |
| ?  | O    | Polska            | Świętoński, Tomasz      | 1984-04-04     | 186 cm |            |
| ?  | S/C  | Polska            | Hrycaniuk, Adam         | 1984-03-15     | 206 cm |            |
| ?  | O/S  | Polska            | Mazur, Hubert           | 1984-06-10     | 189 cm |            |
| ?  | O    | Stany Zjednoczone | Piechucki, Kamil        | 1983-07-28     | 186 cm |            |
| ?  | S    | Polska            | Soczewski, Arkadiusz    | 1982-06-09     | 201 cm |            |
| ?  | S    | Polska            | Robak, Artur            | 1978-06-07     | 208 cm |            |
| 3  | O    | Stany Zjednoczone | Respert, Shawn          | 1972-02-06     | 190 cm |            |
| ?  | S    | Litwa             | Jarusevicius, Mindaugas | 1976-04-13     | 201 cm |            |
| ?  | O    | Stany Zjednoczone | Respert, Shawn          | 1972-02-06     | 190 cm |            |
| ?  | S    | Polska            | Kamiński, Bartosz       | 1983-05-12     | 202 cm |            |
| ?  | O/S  | Polska            | Darnikowski, Jarosław   | 1971-07-03     | 198 cm |            |
| ?  | O    | Stany Zjednoczone | Garris, Kiwane          | 1974-09-24     | 188 cm |            |
| ?  | O    | Stany Zjednoczone | Braswell, Kevin         | 1979-01-23     | 188 cm |            |
| ?  | S    | Polska            | King, Jimmy             | 1973-08-09     | 196 cm |            |
| ?  | S    | Polska            | Zbroszczyk, Paweł       | ?              | ? cm   |            |

Trener:  Jerzy Binkowski
 Asystenci: Mieczysław Major, ?
- kierownik drużyny:Zbigniew Błochowiak
- masażysta: Grzegorz Gromek

Uwaga: po pięciu kolejkach za Jerzego Binkowskiego trenerem został Mieczysław Major
Uwaga: zostali zwolnieni zawodnicy - Rafał Bigus, Jarosław Darnikowski, Kiwane Garris, Jimmy King, Kevin Turner

### Sezon 2003/2004 (rozgrywki w PLK, spadek do I ligi)
Spójnia w sezonie 2000/2001 grała w zawodowej LBL rozgrywek w PLK w składzie:
| Nr | Poz. | Nar.              | Nazwisko i imię      | Data urodzenia | Wzrost | Masa ciała |
| -- | ---- | ----------------- | -------------------- | -------------- | ------ | ---------- |
| ?  | O    | Polska            | Baszak, Tomasz       | 1982-02-11     | 183 cm |            |
| ?  | O    | Stany Zjednoczone | Harrington, Greg     | 1979-09-18     | 188 cm |            |
| 14 | S    | Polska            | Morkowski, Robert    | 1974-08-21     | 200 cm |            |
| 7  | O    | Polska            | Nizioł, Piotr        | 1969-01-15     | 190 cm |            |
| 15 | C    | Litwa             | Stulga, Gintaras     | 1973-02-21     | 211 cm |            |
| ?  | O    | Stany Zjednoczone | Darby, Brant         | 1981-06-06     | 182 cm |            |
| ?  | C    | Stany Zjednoczone | Mazur, Marc          | 1979-01-09     | 208 cm |            |
| ?  | S    | Polska            | Soczewski, Arkadiusz | 1982-06-09     | 201 cm |            |
| ?  | O    | Polska            | Wiliński, Piotr      | 1983-02-12     | 182 cm |            |
| ?  | S/C  | Polska            | Hrycaniuk, Adam      | 1984-03-15     | 206 cm |            |
| ?  | O    | Polska            | Leończyk, Paweł      | 1986-10-05     | 203 cm |            |
| ?  | O/S  | Polska            | Mazur, Hubert        | 1984-06-10     | 189 cm |            |
| ?  | O    | Stany Zjednoczone | Miller, Roland       | 1977-04-06     | 190 cm |            |
| ?  | O    | Polska            | Piechucki, Kamil     | 1983-07-28     | 186 cm |            |
| ?  | S    | Polska            | Sudowski, Maciej     | 1977-02-13     | 206 cm |            |
| ?  | O    | Polska            | Szagdaj, Wojciech    | 1985-08-28     | 187 cm |            |
| ?  | S    | Polska            | Kamiński, Bartosz    | 1983-05-12     | 202 cm |            |

Trener:  Mieczysław Major
 Asystenci: Grzegorz Śpiewak, Ryszard Janik
- kierownik drużyny:Zbigniew Błochowiak
- lekarz: Jerzy Semanycz?
- masażysta: Grzegorz Gromek

Uwaga: zostali zwolnieni zawodnicy - Brant Darby, Marc Mazur

### Sezon 2004/2005 (rozgrywki w I lidze po spadku z PLK)
Spójnia w sezonie 2004/2005 grała w I lidze po spadku z PLK i grała w składzie:
| Nr | Poz. | Nar.   | Nazwisko i imię      | Data urodzenia | Wzrost | Masa ciała |
| -- | ---- | ------ | -------------------- | -------------- | ------ | ---------- |
| ?  | O    | Polska | Baszak, Tomasz       | 1982-02-11     | 183 cm |            |
| ?  | S    | Polska | Biela, Łukasz        | 1980-02-25     | 197 cm |            |
| ?  | S    | Polska | Kamiński, Bartosz    | 1983-05-12     | 202 cm |            |
| ?  | S    | Polska | Leończyk, Paweł      | 1986-10-05     | 203 cm |            |
| ?  | O/S  | Polska | Mazur, Hubert        | 1984-06-10     | 189 cm |            |
| 7  | O    | Polska | Nizioł, Piotr        | 1969-01-15     | 190 cm |            |
| ?  | O    | Polska | Piechucki, Kamil     | 1983-07-28     | 186 cm |            |
| ?  | S    | Polska | Soczewski, Arkadiusz | 1982-06-09     | 201 cm |            |
| ?  | S    | Polska | Sudowski, Maciej     | 1977-02-13     | 206 cm |            |
| 11 | O    | Polska | Szczerbala, Robert   | 1971-01-9      | 172 cm |            |
| ?  | S    | Polska | Łukomski, Marek      | 1980-12-02     | 188 cm |            |
| ?  | S    | Polska | Zarzeczny, Marcin    | 1987-05-26     | 195 cm |            |

Trener:  Miodrag Gajić
 Asystenci: Ireneusz Purwiniecki
- kierownik drużyny:Zbigniew Błochowiak
- lekarz:?
- masażysta: Grzegorz Gromek

Uwaga: Miodrag Gajicia zastąpił Ireneusz Purwiniecki

### Sezon 2017/2018

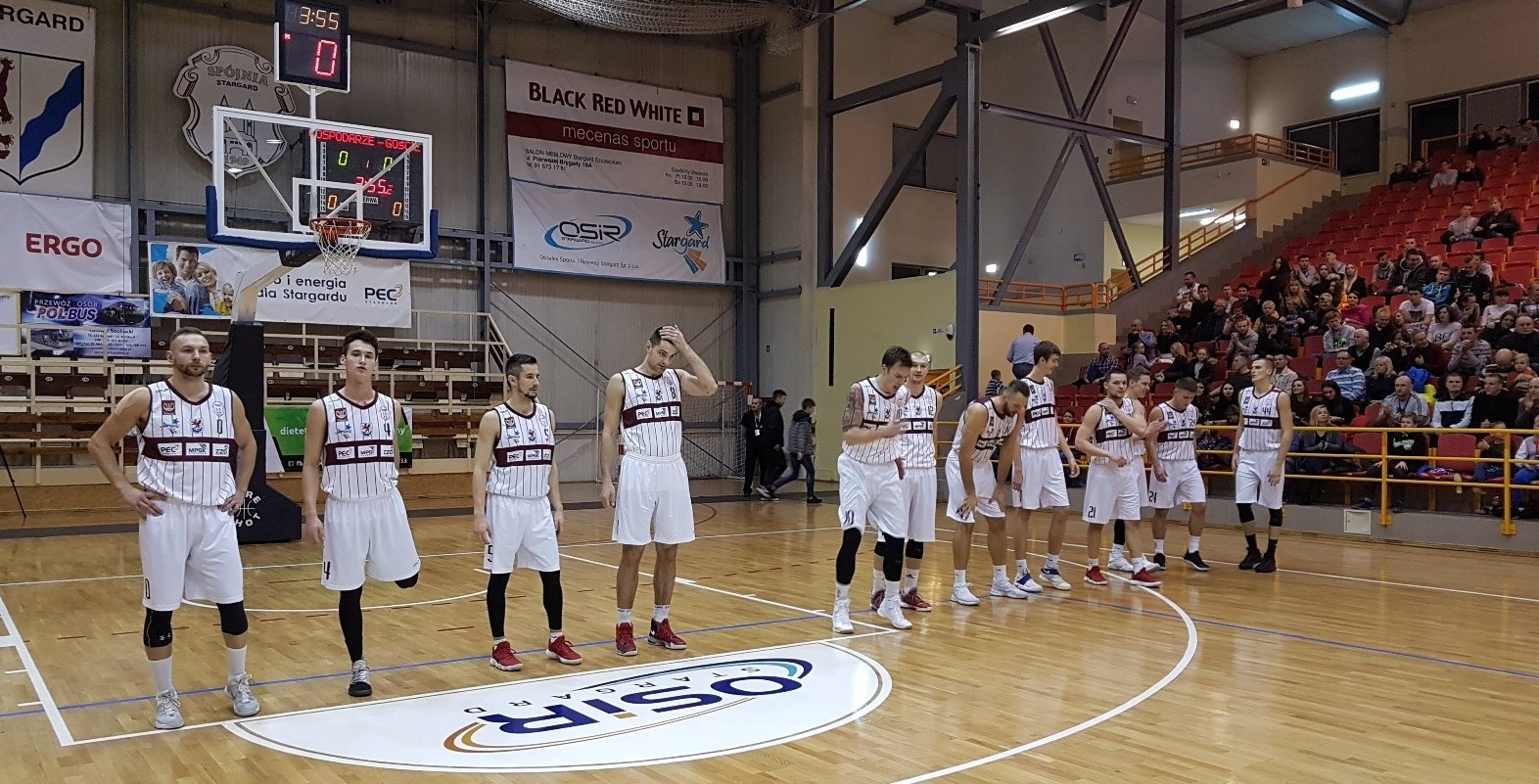
Stargard, 25.11.2017. Spójnia Stargard w listopadzie

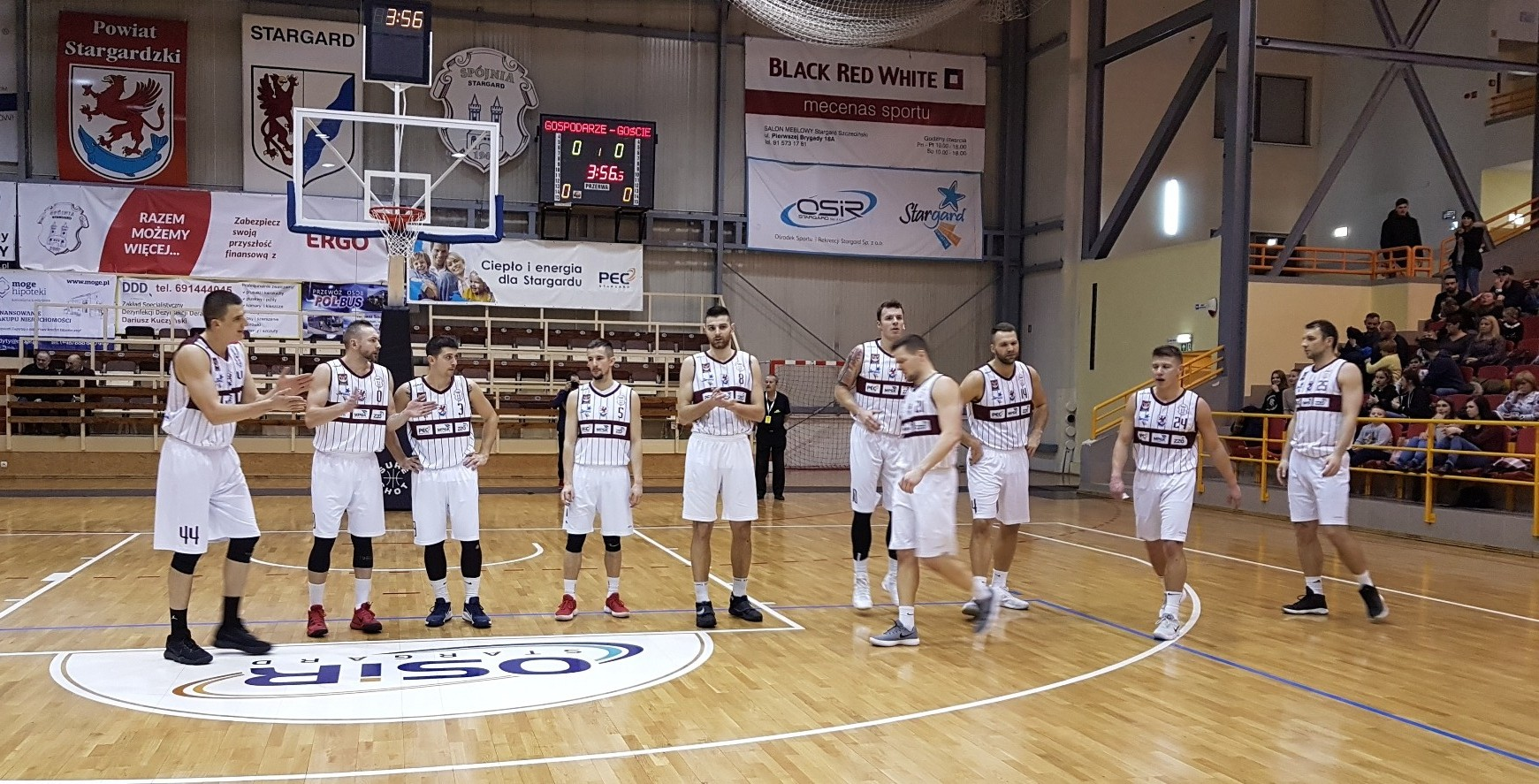
Stargard, 13.01.2018. Zespół I ligowy w styczniu

Na początku sezonu 2017/2018 zespół Spójni Stargard dysponował następującymi zawodnikami:
| Nr | Poz. | Nar.   | Nazwisko i imię      | Data urodzenia | Wzrost | Masa ciała |
| -- | ---- | ------ | -------------------- | -------------- | ------ | ---------- |
| 24 | SG   | Polska | Dymała, Marcin       | 1990-06-07     | 187 cm |            |
| 14 | C    | Polska | Pytyś, Karol         | 1985-12-04     | 202 cm |            |
| 44 | PF   | Polska | Pabian, Hubert       | 1989-01-21     | 201 cm |            |
| 21 | G/F  | Polska | Raczyński, Maciej    | 1984-07-28     | 190 cm |            |
| 0  | PG   | Polska | Bręk, Dawid          | 1989-09-20     | 188 cm |            |
| 8  | C/F  | Polska | Fraś, Wojciech       | 1991-01-25     | 202 cm |            |
| 19 | F    | Polska | Czujkowski, Alan     | 1990-03-08     | 199 cm |            |
| 22 | PG   | Polska | Koziorowicz, Konrad  | 1989-09-19     | 180 cm |            |
| 3  | G    | Polska | Szymański, Sebastian | 1991-06-09     | 185 cm |            |
| 25 | S/C  | Polska | Wilczek, Marcel      | 1986-06-20     | 204 cm |            |
| 18 | PG   | Polska | Jaroszyński, Jakub   | 1999-04-18     | 186 cm |            |
| 22 | SG   | Polska | Pryć, Mateusz        | 1998-11-06     | 190 cm |            |
| 9  | PG   | Polska | Potap, Piotr         | 1999-06-16     | 186 cm |            |
| 12 | SF   | Polska | Berdzik, Bartłomiej  | 1993-06-12     | 196 cm |            |
| 17 | C    | Polska | Hoszczaruk, Kacper   | 1999-12-04     | 205 cm |            |

Trener:  Krzysztof Koziorowicz
 Asystenci: Ireneusz Purwiniecki, Masażysta: Grzegorz Gromek, Kierownik drużyny: Ireneusz Purwiniecki
Uwaga: Dominik Grudziński został wypożyczony do II ligowego Muszkieterowie Nowa Sól

### Sezon 2018/2019
Skład zespołu na 19 kwietnia 2019, na podstawie, był następujący:
| Nr | Poz. | Nar.              | Nazwisko i imię       | Data urodzenia | Wzrost | Masa ciała |
| -- | ---- | ----------------- | --------------------- | -------------- | ------ | ---------- |
| 4  | PG   | Stany Zjednoczone | Camphor, Roderick     | 1992-03-10     | 191 cm |            |
| 1  | C    | Stany Zjednoczone | Taylor, Jimmie        | 1995-09-03     | 208 cm |            |
| 29 | PG   | Stany Zjednoczone | Carter, Demond Tweety | 1986-10-25     | 180 cm |            |
| 23 | SF   | Stany Zjednoczone | Richards, Shane       | 1994-03-05     | 195 cm |            |
| 0  | PG   | Polska            | Bręk, Dawid           | 1989-09-20     | 188 cm |            |
| 24 | SG   | Polska            | Dymała, Marcin        | 1990-06-07     | 187 cm |            |
| 44 | PF   | Polska            | Pabian, Hubert        | 1989-01-21     | 201 cm |            |
| 10 | SG   | Polska            | Pamuła, Piotr         | 1990-01-19     | 195 cm |            |
| 8  | C/F  | Polska            | Fraś, Wojciech        | 1991-01-25     | 202 cm |            |
| 21 | SF   | Polska            | Raczyński, Maciej     | 1984-07-28     | 190 cm |            |
| 25 | C    | Polska            | Wilczek, Marcel       | 1986-06-20     | 204 cm |            |
| 5  | PG   | Polska            | Koziorowicz, Konrad   | 1989-19-09     | 180 cm |            |
| 22 | SF   | Polska            | Pryć, Mateusz         | 1998-11-06     | 190 cm |            |
| 12 | SF   | Polska            | Berdzik, Bartłomiej   | 1993-06-12     | 196 cm |            |

Trener:  Kamil Piechucki
 Asystenci: - , Filip Dylik Masażysta:Grzegorz Gromek Kierownik:Ireneusz Purwiniecki

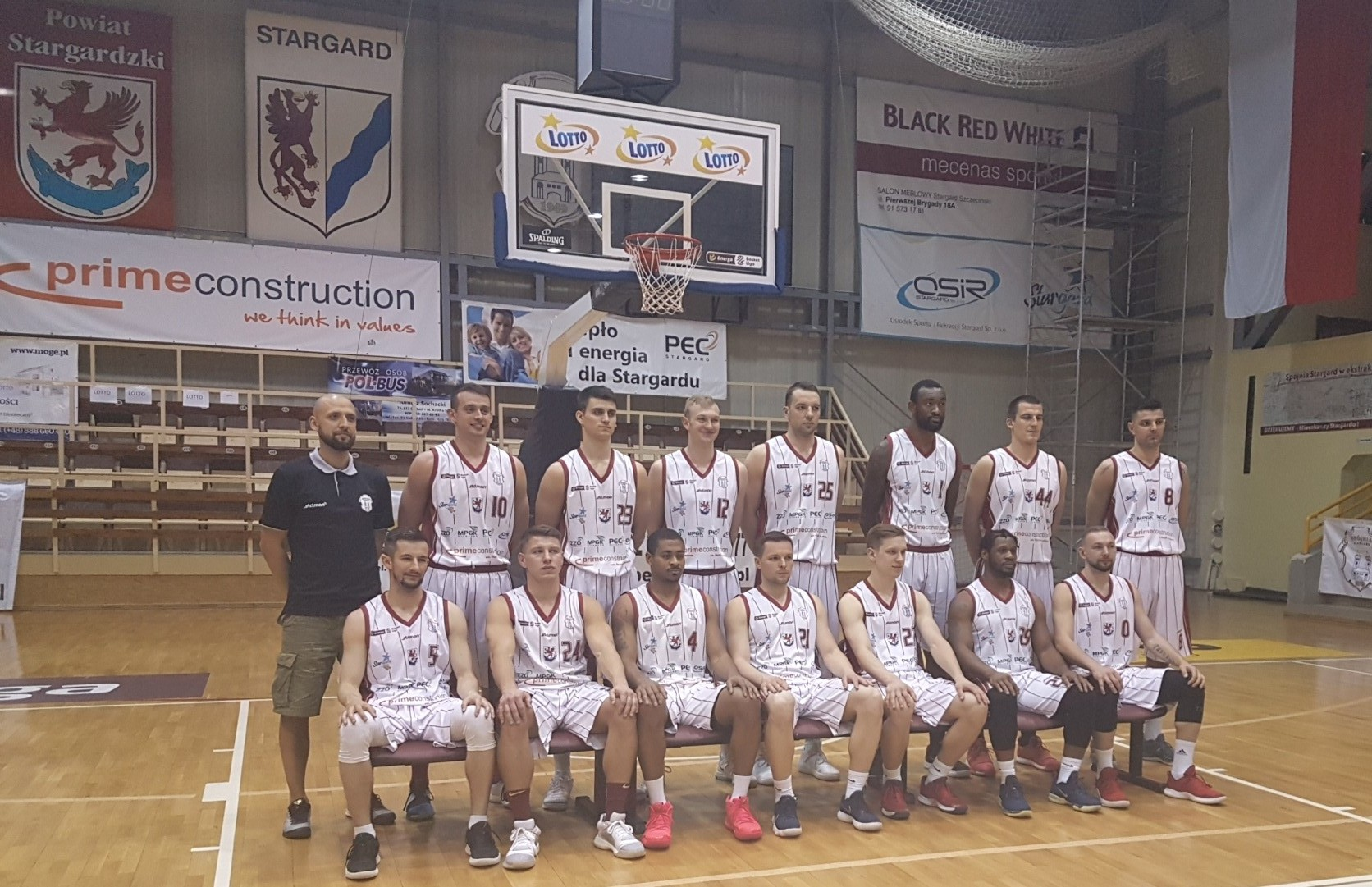
Spójnia 2018/2019 (26.04.2019)

- w trakcie sezonu przyszli: Byron Wesley (05.10.2018 – miesięczny okres próbny), Norbertas Giga (16.11.2018), Shane Richards (22.11.2018), Roderick Camphor (31.12.2018), Justin Herold (06.03.2019/14.03.2019 – był na etapie testów/ostatecznie nie zatwierdzony do zespołu), Jimmie Taylor (15.03.2019), Demond Carter, (16.03.2019)
- w trakcie sezonu odeszli: Albert Owens (30.10.2018), Byron Wesley (31.10.2018), Nick Madray (10.01.2019), Konrad Koziorowicz (wypożyczony do Ogniwo Polbit Szczecin – 16.01.2019, powrócił 02.03.2019), Kacper Hoszczaruk (16.01.2019), Anthony Hickey (18.01.2019), Krzysztof Koziorowicz (22.01.2019), Norbertas Giga (powrócił z wypożyczenia do macierzystego klubu BC Rytas Wilno – 19.04.2019)

### Sezon 2019/2020

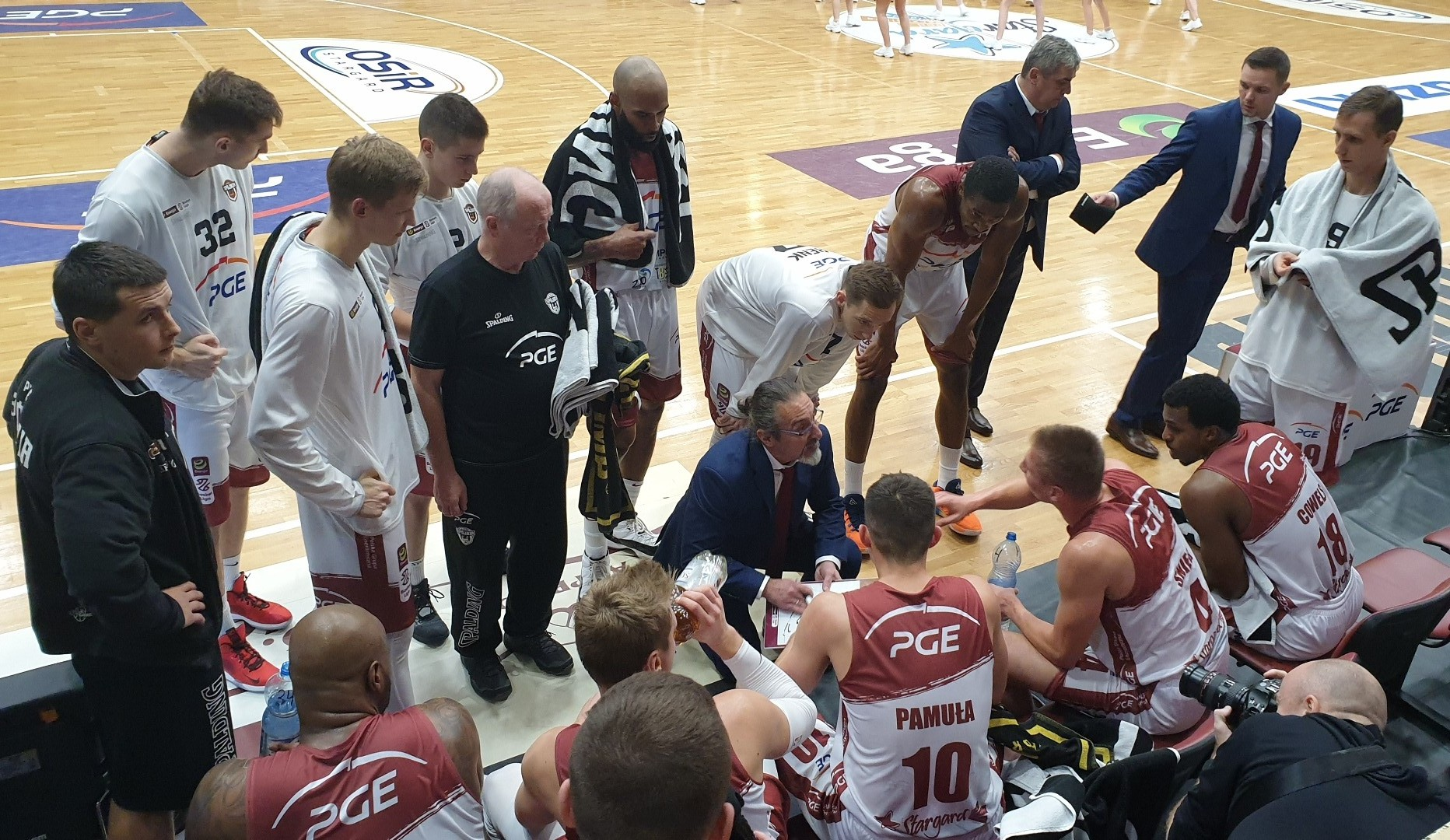
Trener Winnicki

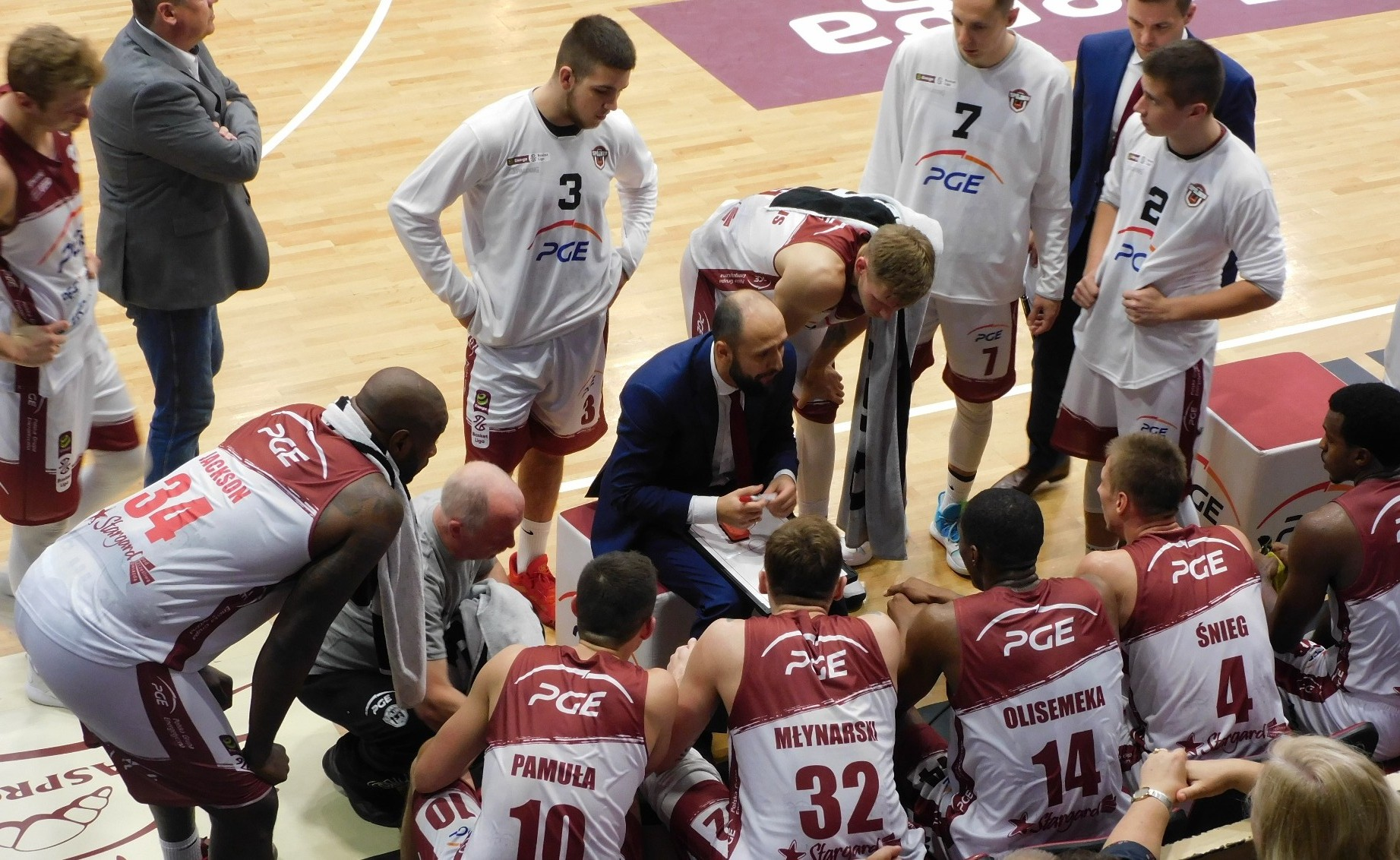
Trener Piechucki

Skład zespołu na 1 marca 2020, na podstawie, był następujący:
| Nr | Poz. | Nar.              | Nazwisko i imię       | Data urodzenia | Wzrost | Masa ciała |
| -- | ---- | ----------------- | --------------------- | -------------- | ------ | ---------- |
| 11 | C    | Australia         | Froling, Harry        | 1998-04-20     | 211 cm |            |
| 00 | PG   | /                 | De León, Adris        | 1984-07-10     | 180 cm |            |
| 9  | PG   | Litwa             | Gintvainis, Jokūbas   | 1994-07-25     | 193 cm |            |
| 14 | C    | /                 | Olisemeka, Peter      | 1991-12-09     | 205 cm |            |
| 18 | SG   | Stany Zjednoczone | Cowels, Raymond       | 1990-11-18     | 191 cm |            |
| 10 | SG   | Polska            | Pamuła, Piotr         | 1990-01-19     | 195 cm |            |
| 4  | PG   | Polska            | Śnieg, Tomasz         | 1989-03-06     | 190 cm |            |
| 32 | PF   | Polska            | Młynarski, Kacper     | 1992-01-23     | 202 cm |            |
| 31 | SF   | Polska            | Kostrzewski, Mateusz  | 1989-09-18     | 202 cm |            |
| 19 | SG   | Polska            | Bochno, Bartosz       | 1988-03-13     | 193 cm |            |
| 7  | PG   | Polska            | Brenk, Adam           | 1995-05-08     | 193 cm |            |
| 22 | SF   | Polska            | Pryć, Mateusz         | 1998-11-06     | 190 cm |            |
| 1  | SF   | Polska            | Szmit, Szymon         | 2002-07-25     | 188 cm |            |
| 3  | PG   | Polska            | Huk, Michał           | 2001-02-17     | 186 cm |            |
| 2  | PG   | Polska            | Górzyński, Bartłomiej | 2001-12-03     | 186 cm |            |
| 15 | SF   | Polska            | Abramowicz, Adrian    | 2000-02-26     | 203 cm |            |
| 13 | PG   | Polska            | Korolczuk, Oliwer     | 2002-03-11     | 185 cm |            |
| 17 | C    | Polska            | Hoszczaruk, Kacper    | 1999-12-04     | 208 cm |            |
| 12 | SF   | Polska            | Jastrzębski, Bartosz  | 2003-01-18     | 190 cm |            |
| 30 | SG   | Polska            | Dysput, Maciej        | 1999-02-19     | 186 cm |            |

Trener:  Jacek Winnicki
 Asystenci: – Maciej Raczyński, Marcin Moroz Masażysta:Grzegorz Gromek, Kierownik:I. Purwiniecki
- w trakcie sezonu przyszli: Jalen Hudson (od 09.09.2019 do 17.09.2019 był w okresie próbnym tzw. try-out, ostatecznie obie strony zdecydowały o zakończeniu dalszej współpracy)[31]; Kyle Washington 21 września 2019 został pozyskany przez klub, 24 września 2019 poinformowano, że z przyczyn medycznych nie będzie reprezentował stargardzkiej drużyny[32][33]; Darnell Jackson (24.10.2019)[34]; William Graves 24 października 2019 w klubie, ostatecznie z dniem 29 października 2019 nie został w klubie, był fizycznie nieprzygotowany do gry, duża nadwagę[35][36]; Tony Bishop (07.11.2019)[37]; Jacek Winnicki został trenerem PGE Spójni Stargard (13.11.2019)[38]; Alec Wintering był 27/28 listopada 2019 testowany, ale ostatecznie nie został pozytywnie zatwierdzony[39][40]; Adris De León (02.12.2019)[40].
- w trakcie sezonu odeszli: Justin Tuoyo odszedł z klubu, kontrakt rozwiązano za porozumieniem stron (23.10.2019)[41]; Bartłomiej Berdzik odszedł z klubu (31.10.2019)[42]; Kamil Piechucki przestał być trenerem PGE Spójni Stargard, za porozumieniem stron rozwiązany został jego kontrakt z klubem (12.11.2019)[43], Darnell Jackson i Tony Bishop odeszli z klubu, kontrakty rozwiązano za porozumieniem stron (09.01.2020)[44].

### Sezon 2020/2021

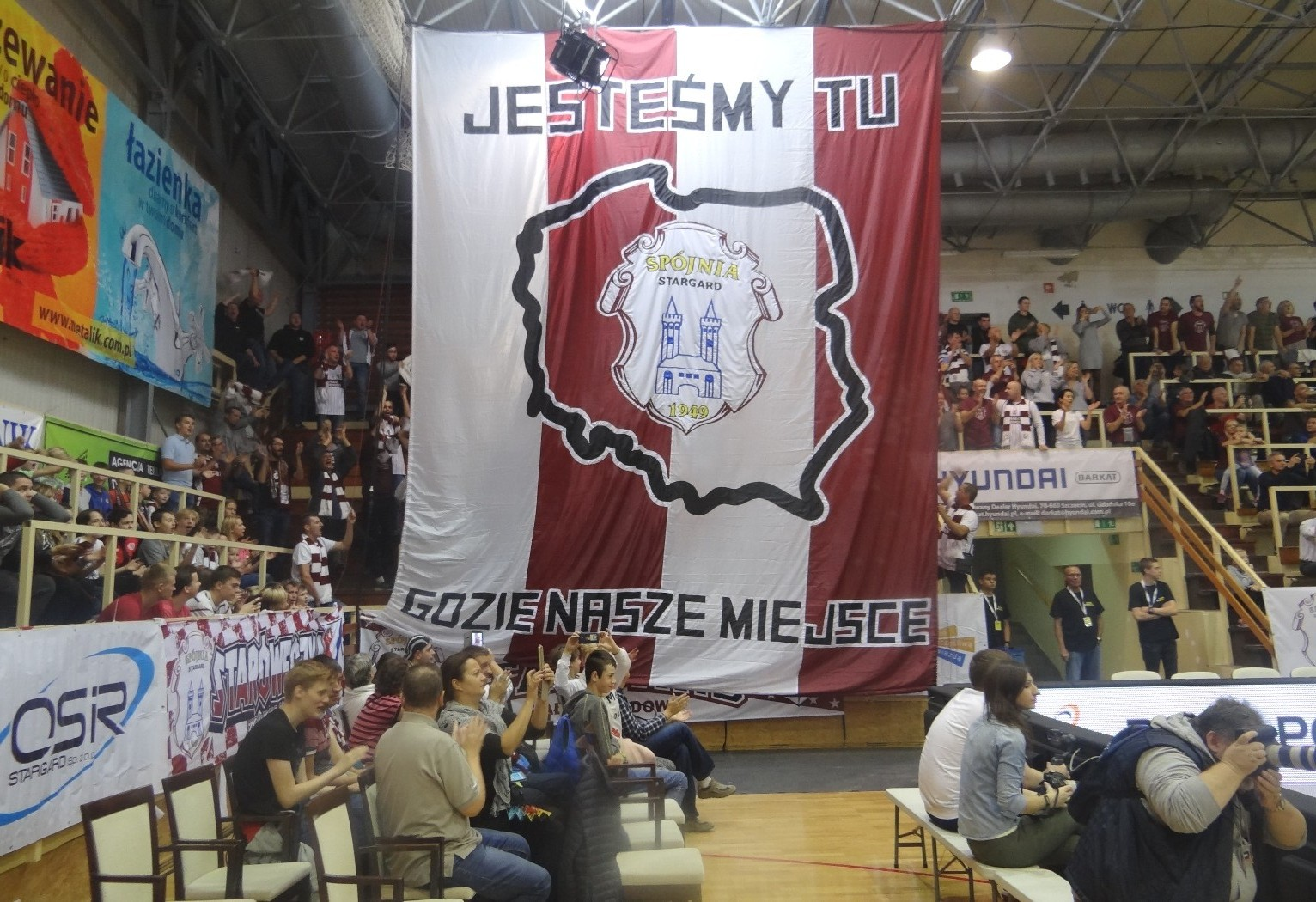
Sektorówka Pierwszej Brygady

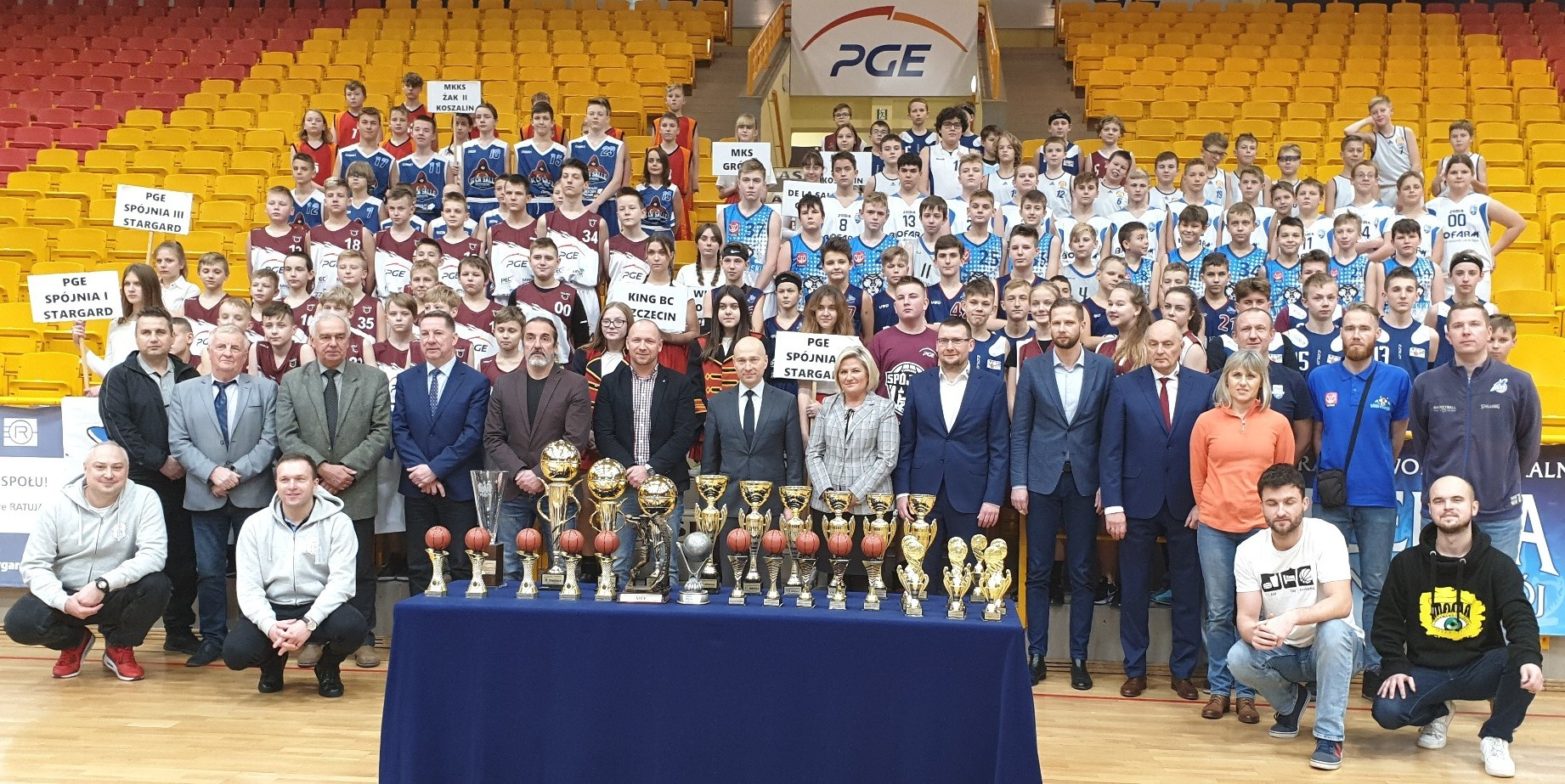
Ogólnopolski Turniej Koszykówki

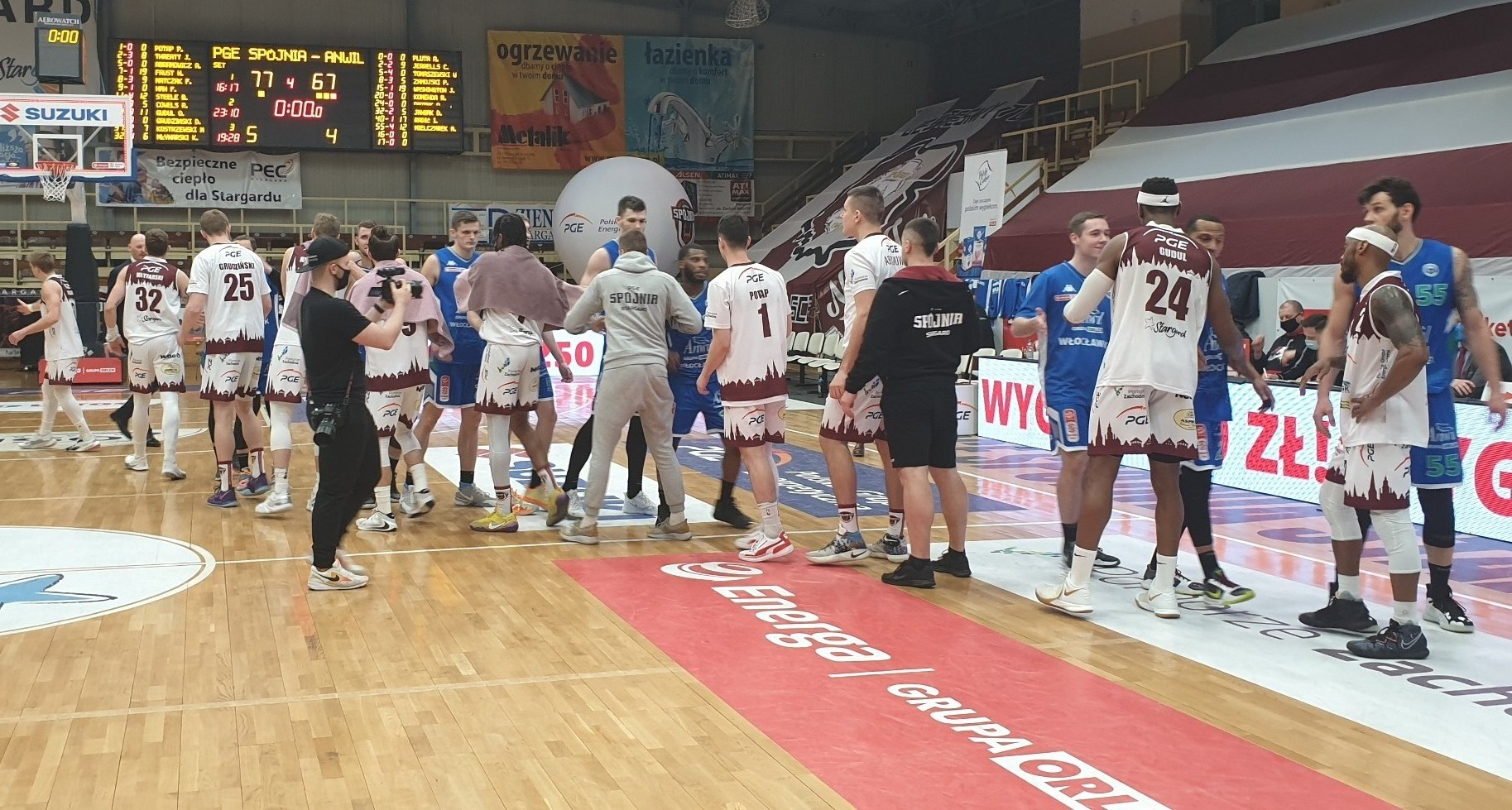
PGE Spójnia - Anwil (03.2021)

Skład zespołu sezonu 2020/2021, na podstawie, był następujący:
| Nr | Poz. | Nar.                          | Nazwisko i imię      | Data urodzenia | Wzrost | Masa ciała |
| -- | ---- | ----------------------------- | -------------------- | -------------- | ------ | ---------- |
| 2  | PG   | Stany Zjednoczone             | Threatt, Jay         | 1989-08-08     | 180 cm |            |
| 9  | SG   | /                             | Han, Francis         | 1987-01-14     | 185 cm |            |
| 18 | SG   | Stany Zjednoczone             | Cowels, Raymond      | 1990-11-18     | 191 cm |            |
| 7  | PF   | Stany Zjednoczone             | Faust, Nick          | 1993-02-25     | 198 cm |            |
| 24 | C    | Demokratyczna Republika Konga | Gudul, Omari         | 1994-05-18     | 206 cm |            |
| 31 | SF   | Polska                        | Kostrzewski, Mateusz | 1989-09-18     | 202 cm |            |
| 11 | C    | Stany Zjednoczone             | Steele, Baylee       | 1997-06-28     | 211 cm |            |
| 8  | SG   | Polska                        | Matczak, Filip       | 1993-09-18     | 187 cm |            |
| 4  | PG   | Polska                        | Śnieg, Tomasz        | 1989-03-06     | 190 cm |            |
| 32 | PF   | Polska                        | Młynarski, Kacper    | 1992-01-23     | 202 cm |            |
| 14 | SF   | Polska                        | Siewruk, Filip       | 2002-2-06      | 203 cm |            |
| 25 | SF   | Polska                        | Grudziński, Dominik  | 1998-2-04      | 204 cm |            |
| 33 | PG   | Polska                        | Huk, Michał          | 2001-02-17     | 186 cm |            |
| 38 | PG   | Polska                        | Kucharczyk, Bartosz  | 2001-06-22     | 196 cm |            |
| 6  | SF   | Polska                        | Szmit, Szymon        | 2002-07-25     | 195 cm |            |
| 1  | PG   | Polska                        | Potap, Piotr         | 1999-06-16     | 186 cm |            |

Trener:  Marek Łukomski
 Asystenci: – Maciej Raczyński, Michał Trypuć, Marcin Moroz; Masażysta: Maciej Dubij, Cezary Woźny Kierownik: Ireneusz Purwiniecki
Odeszli: Wayne Blackshear, Jacek Winnicki, Ricky Tarrant, Jerome Dyson, Szymon Walczak 

### Sezon 2021/2022
Skład zespołu sezonu 2021/2022 – na 10 lutego 2022, na podstawie, był następujący:
| Nr | Poz. | Nar.              | Nazwisko i imię     | Data urodzenia | Wzrost | Masa ciała |
| -- | ---- | ----------------- | ------------------- | -------------- | ------ | ---------- |
| 5  | SF   | Stany Zjednoczone | Gray, Justin        | 1995-12-15     | 198 cm |            |
| 33 | PG   | Stany Zjednoczone | Johnson, Kerron     | 1990-12-14     | 185 cm |            |
| 11 | C    | Stany Zjednoczone | Steele, Baylee      | 1997-06-28     | 211 cm |            |
| 3  | SF   | Stany Zjednoczone | Gilder, Admon       | 1995-11-14     | 193 cm |            |
| 4  | PG   | Polska            | Śnieg, Tomasz       | 1989-03-06     | 190 cm |            |
| 32 | PF   | Polska            | Młynarski, Kacper   | 1992-01-23     | 202 cm |            |
| 22 | SG   | Polska            | Szymkiewicz, Daniel | 1994-11-02     | 193 cm |            |
| 25 | SF   | Polska            | Grudziński, Dominik | 1998-2-04      | 204 cm |            |
| 6  | SF   | Polska            | Szmit, Szymon       | 2002-07-25     | 195 cm |            |
| 24 | SF   | Polska            | Chodźko, Grzegorz   | 2002-11-27     | 194 cm |            |
| 13 | PF   | Polska            | Korolczuk, Oliwer   | 2002-03-11     | 190 cm |            |
| 7  | C    | Polska            | Zając, Patryk       | 2002-03-17     | 200 cm |            |

Trener:  Maciej Raczyński
 Asystenci: - Marcin Moroz; Masażysta: Maciej Dubij, Cezary Woźny Kierownik: Ireneusz Purwiniecki

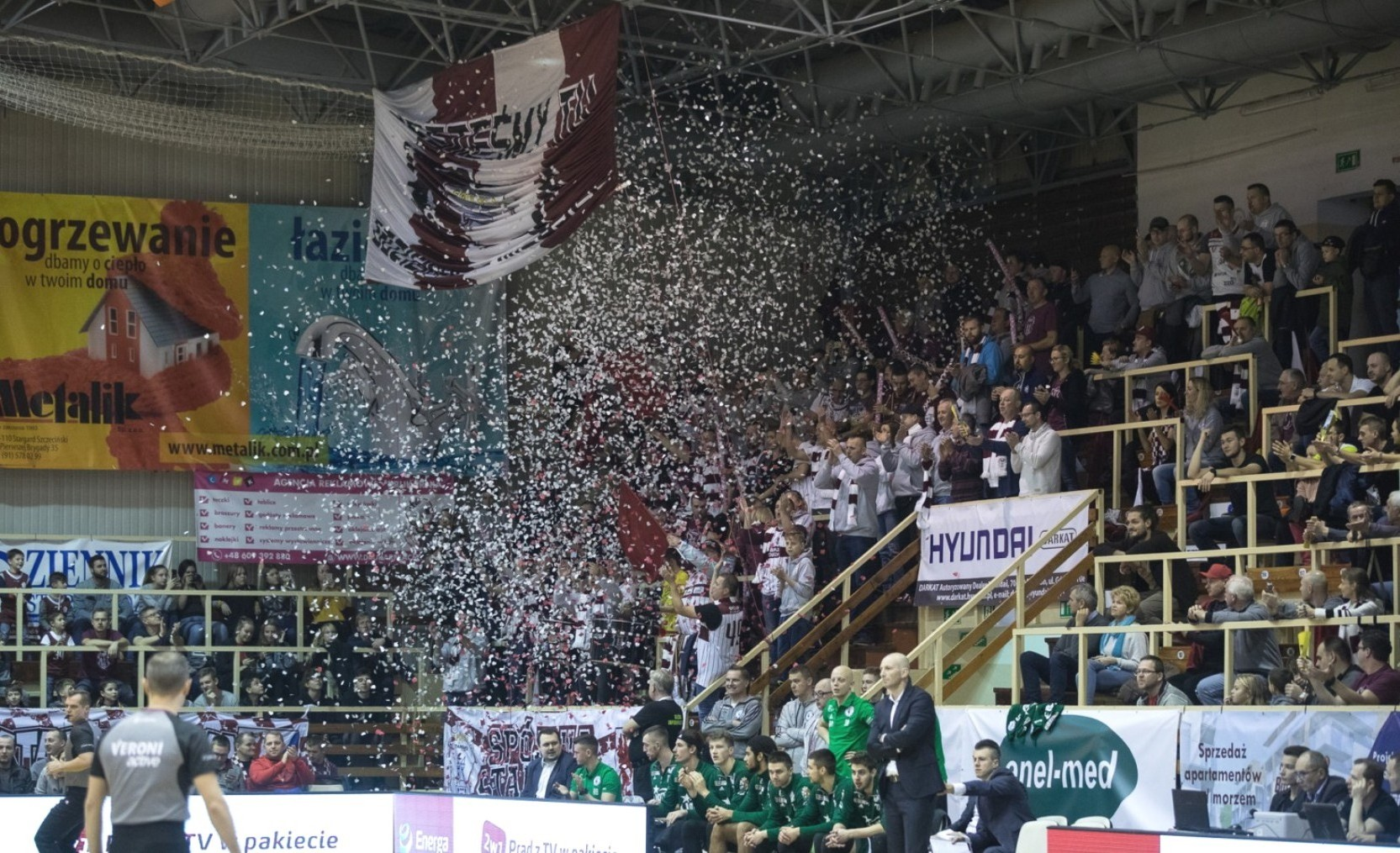
Klub kibica

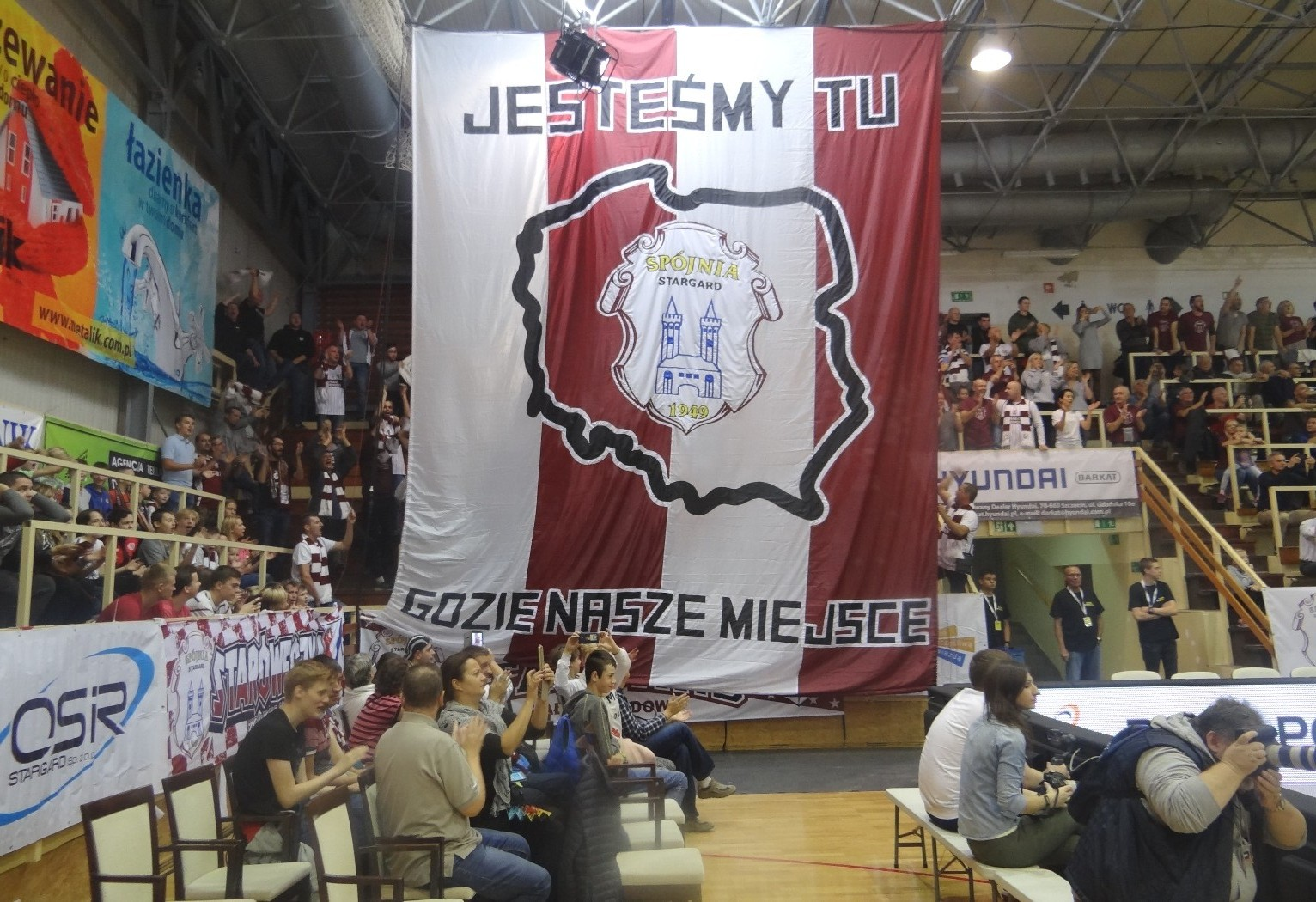
Sektorówka Pierwszej Brygady

Odeszli:  Jacobi Boykins, Piotr Niedźwiedzki, Jake O’Brien, Erick Neal, Jonas Zohore, Marek Łukomski, Nick Spires

### Sezon 2022/2023
Zespół PGE Spójni Stargard w okresie przygotowawczym do sezonu 2022/2023 rozegrał pierwsze przedsezonowe sparingi w sierpniu, następnie we wrześniu 2022. Jako pierwsze sparingi drużyna stargardzka rozegrała mecze na wyjeździe z zespołami easyCredit Basketball Bundesligi, przegrywając z Basketball Löwen Braunschweig 81:102, drugi sparing wygrali z BG Göttingen 86:85. 2 września 2022, w pierwszym meczu XX Memoriału im. Wojtka Michniewicza zespół zmierzył się z Anwilem Włocławek, doznając porażki 82:85, 3 września 2022 w Toruniu Spójnia przegrała z Treflem Sopot 86:98. Od 5 września drużyna przebywała w Vizura Sports Center w Belgradzie, gdzie rozegrała dwa sparingi. 6 września zmierzyła się z serbskim Spartakiem Subotica (porażka 70:83), 7 września natomiast przegrała 72:82 z mistrzem Rumunii, BT Cluj-Napoca. 16 września 2022 stargardzki klub w Stargardzie przegrał z Seawolves Rostock Seawolves 77:85. W rewanżu Rostocku 18 września 2022 klub ze Stargardu przegrał z beniaminkiem niemieckiej bundesligi 86:105. Sparingowy bilans stargardzkiego zespołu, to jedno zwycięstwo i siedem porażek. W rozgrywkach ekstraklasy sezonu 2022/2023 PGE Spójnia była na piątym miejscu notując osiemnaście zwycięstw i piętnaście porażek.
Skład drużyny na dzień 11 maja 2023.
| Nr | Poz. | Nar.                 | Nazwisko i imię     | Data urodzenia | Wzrost | Masa ciała |
| -- | ---- | -------------------- | ------------------- | -------------- | ------ | ---------- |
| 24 | SF   | Stany Zjednoczone    | Mathews, Jordan     | 1994-06-22     | 193 cm | 93 kg      |
| 14 | C    | Kanada               | Clarke, Brody       | 1996-06-04     | 203 cm | 108 kg     |
| 27 | PG   | Stany Zjednoczone    | Fortson, Courtney   | 1988-05-23     | 178 cm | 85 kg      |
| 40 | C    | Stany Zjednoczone    | Benson, Barret      | 1997-12-25     | 208 cm | 107 kg     |
| 1  | C    | Bośnia i Hercegowina | Penava, Ajdin       | 1997-03-11     | 206 cm | 102 kg     |
| 11 | SF   | Polska               | Kikowski, Paweł     | 1986-04-27     | 193 cm | 92 kg      |
| 4  | PG   | Polska               | Śnieg, Tomasz       | 1989-03-06     | 190 cm | 80 kg      |
| 33 | G/F  | Polska               | Gruszecki, Karol    | 1989-04-11     | 193 cm | 92 kg      |
| 7  | C/F  | Polska               | Sulima, Krzysztof   | 1990-05-01     | 202 cm | 108 kg     |
| 25 | PF   | Polska               | Grudziński, Dominik | 1998-02-04     | 204 cm | 95 kg      |
| 30 | PG   | Polska               | Brenk, Adam         | 1995-05-08     | 193 cm | 91 kg      |
| 5  | SF   | Polska               | Chodźko, Grzegorz   | 2002-11-27     | 194 cm | 83 kg      |
| 13 | PF   | Polska               | Korolczuk, Oliwer   | 2002-03-11     | 190 cm | 93 kg      |
| 2  | PG   | Polska               | Wojdak, Jakub       | 2007-03-23     | 185 cm | 87 kg      |

Trener:  Sebastian Machowski (ur. 1972)
 Asystenci: Maciej Raczyński, Konrad Koziorowicz, Marcin Moroz; Masażysta: Maciej Dubij, Cezary Woźny Kierownik: Ireneusz Purwiniecki
Polska Liga Koszykówki sezon 2022/2023 ↘
1. W trakcie sezonu przyszli: 
- 26 października 2022 Courtney Fortson[60]
- 24 listopada 2022 Barret Benson[61]
- 27 grudnia 2022 Ajdin Penava[62]

2. W trakcie sezonu odeszli: 
- 22 listopada 2022 Shawn Jones[e]
- 12 grudnia 2022 Isiah Brown[64]

### Sezon 2023/2024
Skład drużyny na dzień 9 stycznia 2024:
| Nr | Poz. | Nar.              | Nazwisko i imię      | Data urodzenia | Wzrost | Masa ciała |
| -- | ---- | ----------------- | -------------------- | -------------- | ------ | ---------- |
| 22 | PG   | Stany Zjednoczone | Brown Jr., Stephen   | 1996-04-27     | 180 cm | 73 kg      |
| 2  | SF   | Stany Zjednoczone | Simons, Benjamin     | 1991-02-16     | 203 cm | 93 kg      |
| 3  | SG   | Stany Zjednoczone | Daniels IV, Devon    | 1998-07-18     | 196 cm | 91 kg      |
| 20 | PG   | Stany Zjednoczone | Stein, Alex          | 1997-05-02     | 190 cm | 93 kg      |
| 24 | C    | Stany Zjednoczone | Gordon, Wesley       | 1994-07-14     | 205 cm | 100 kg     |
| 11 | PF   | Serbia            | Langović, Aleksandar | 2001-02-19     | 205 cm | 93 kg      |
| 16 | C    | Polska            | Łapeta, Adam         | 1987-11-09     | 217 cm | 120 kg     |
| 7  | PG   | Polska            | Kowalczyk, Sebastian | 1993-03-25     | 188 cm | 93 kg      |
| 33 | SF   | Polska            | Gruszecki, Karol     | 1989-04-11     | 193 cm | 92 kg      |
| 30 | SG   | Polska            | Brenk, Adam          | 1995-05-08     | 193 cm | 91 kg      |
| 25 | PF   | Polska            | Grudziński, Dominik  | 1998-02-04     | 204 cm | 95 kg      |
| 21 | SF   | Polska            | Krużyński, Damian    | 2003-09-28     | 193 cm | 87 kg      |
| 88 | SG   | Polska            | Kołodziej, Maksym    | 2003-12-24     | 182 cm | 83 kg      |
| 13 | PF   | Polska            | Korolczuk, Oliwer    | 2002-03-11     | 190 cm | 93 kg      |
| 77 | PG   | Polska            | Wojdak, Jakub        | 2007-03-23     | 185 cm | 87 kg      |

Trener:  Sebastian Machowski (ur. 1972)
 Asystenci: Maciej Raczyński, Konrad Koziorowicz, Marcin Moroz; Masażysta: Maciej Dubij, Cezary Woźny Kierownik: Ireneusz Purwiniecki
Polska Liga Koszykówki sezon 2023/2024 ↘
1. W trakcie sezonu przybył: Adam Łapeta (30.10.2023); Alex Stein (09.01.2024)
2. W trakcie sezonu odeszli: Mark Mboya Kotieno (07.11.2023).

### Ekstraklasa – skład drużyny w sezonie 2024/2025

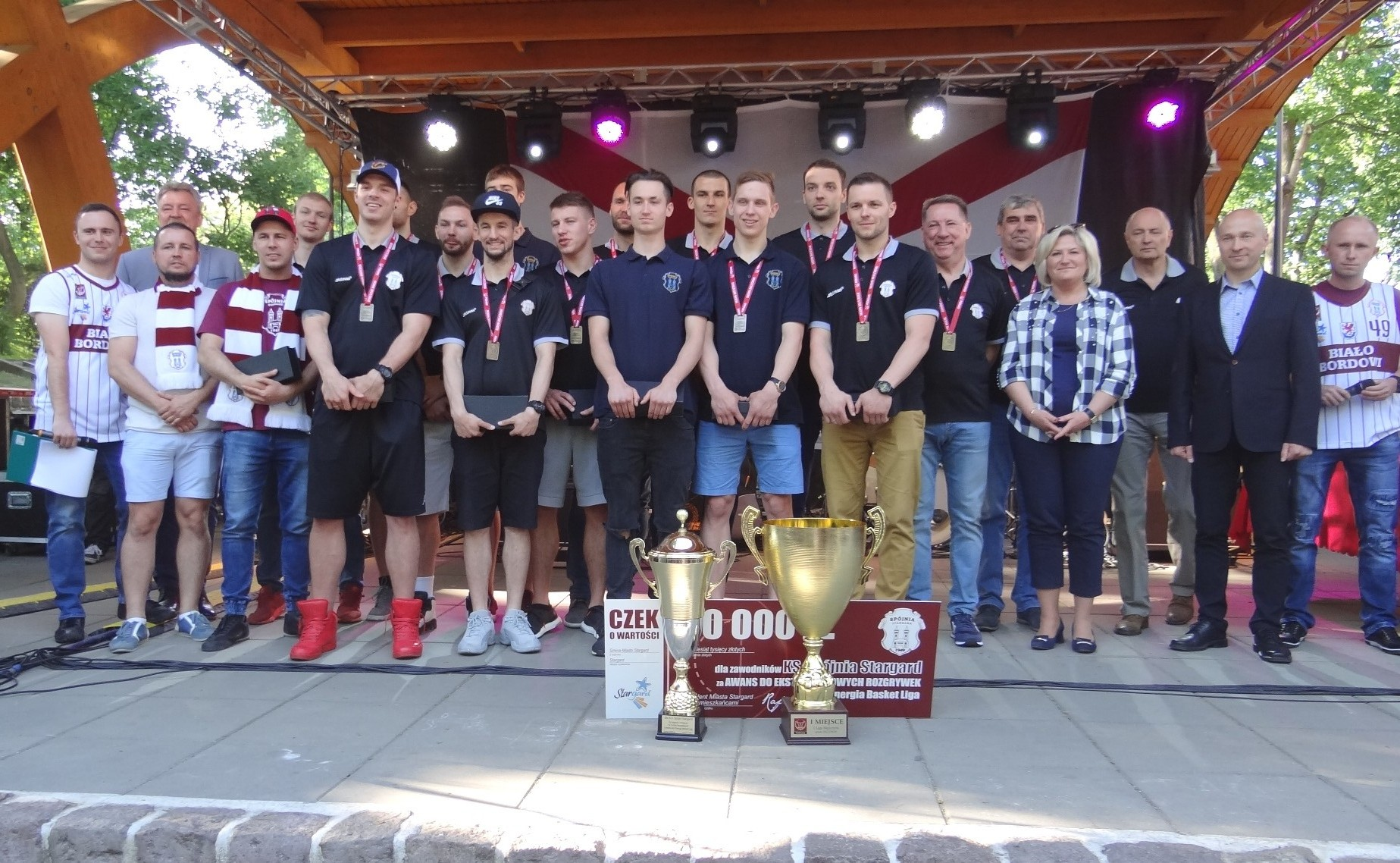
Feta z okazji awansu do ekstraklasy Spójni Stargard (19.05.2018)

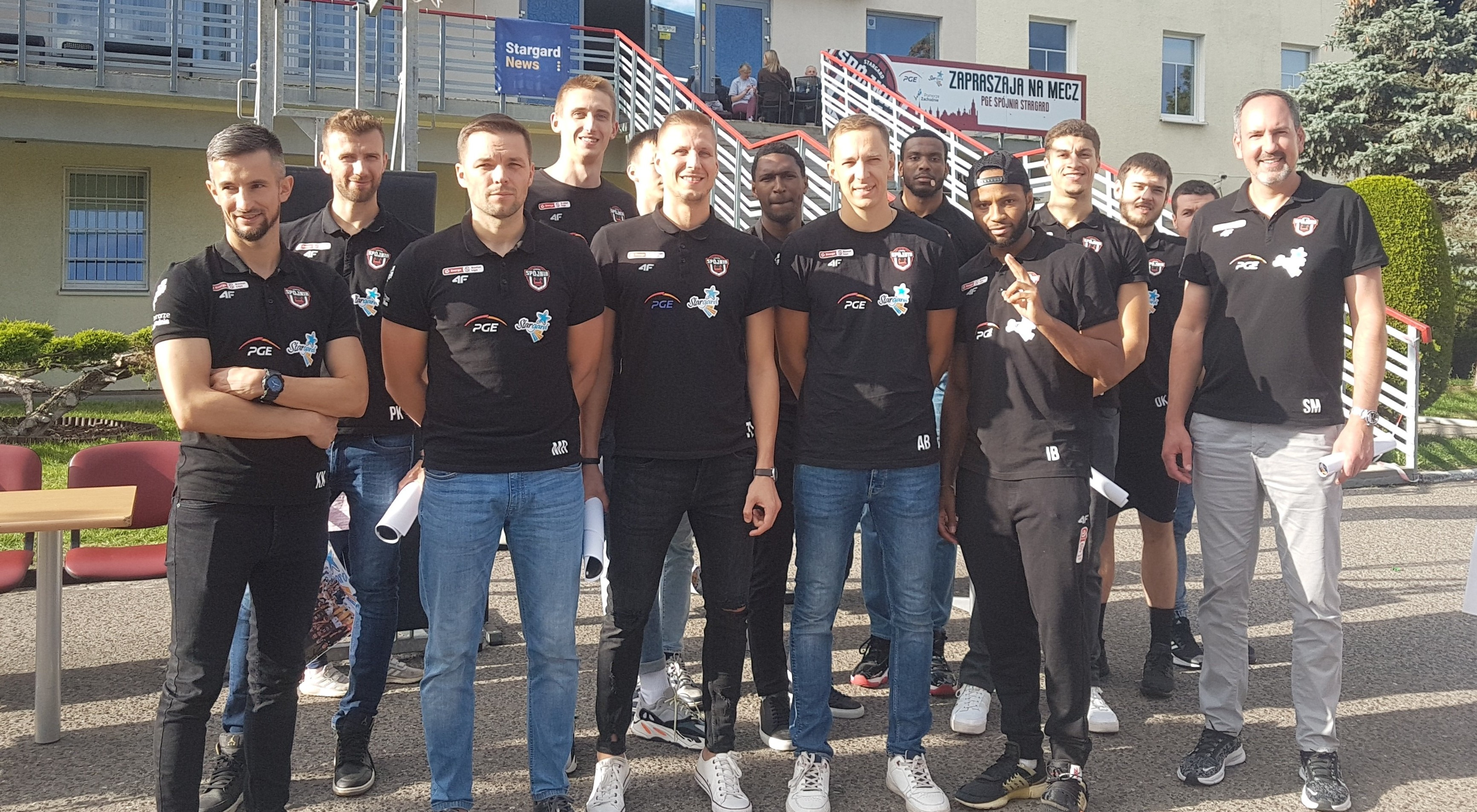
PGE Spójnia Stargard przed sezonem 2022/2023 zajmując 5 miejsce w PLK (11.09.2022)

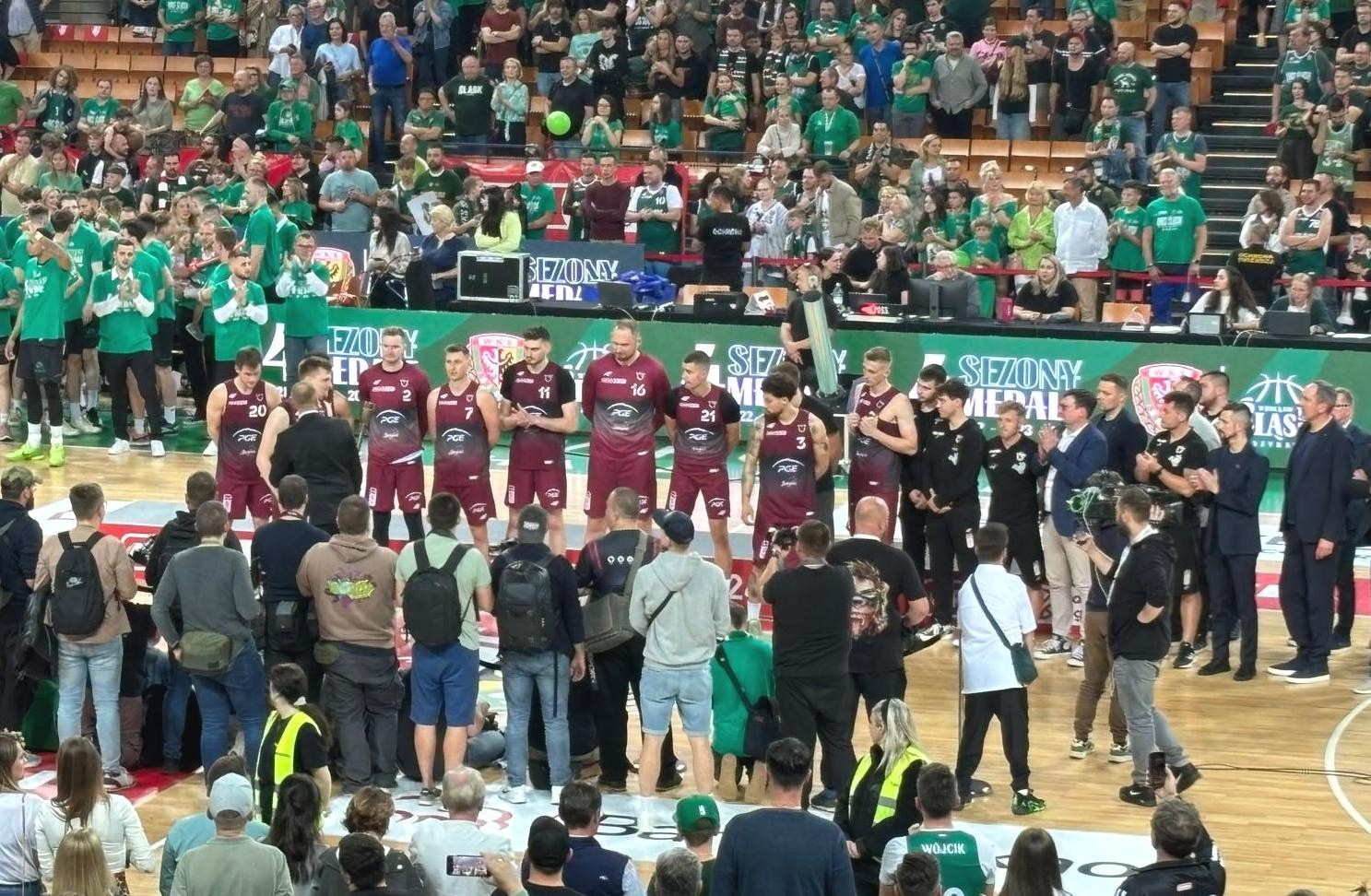
Mecz o III m. Śląsk– Spójnia (2024)

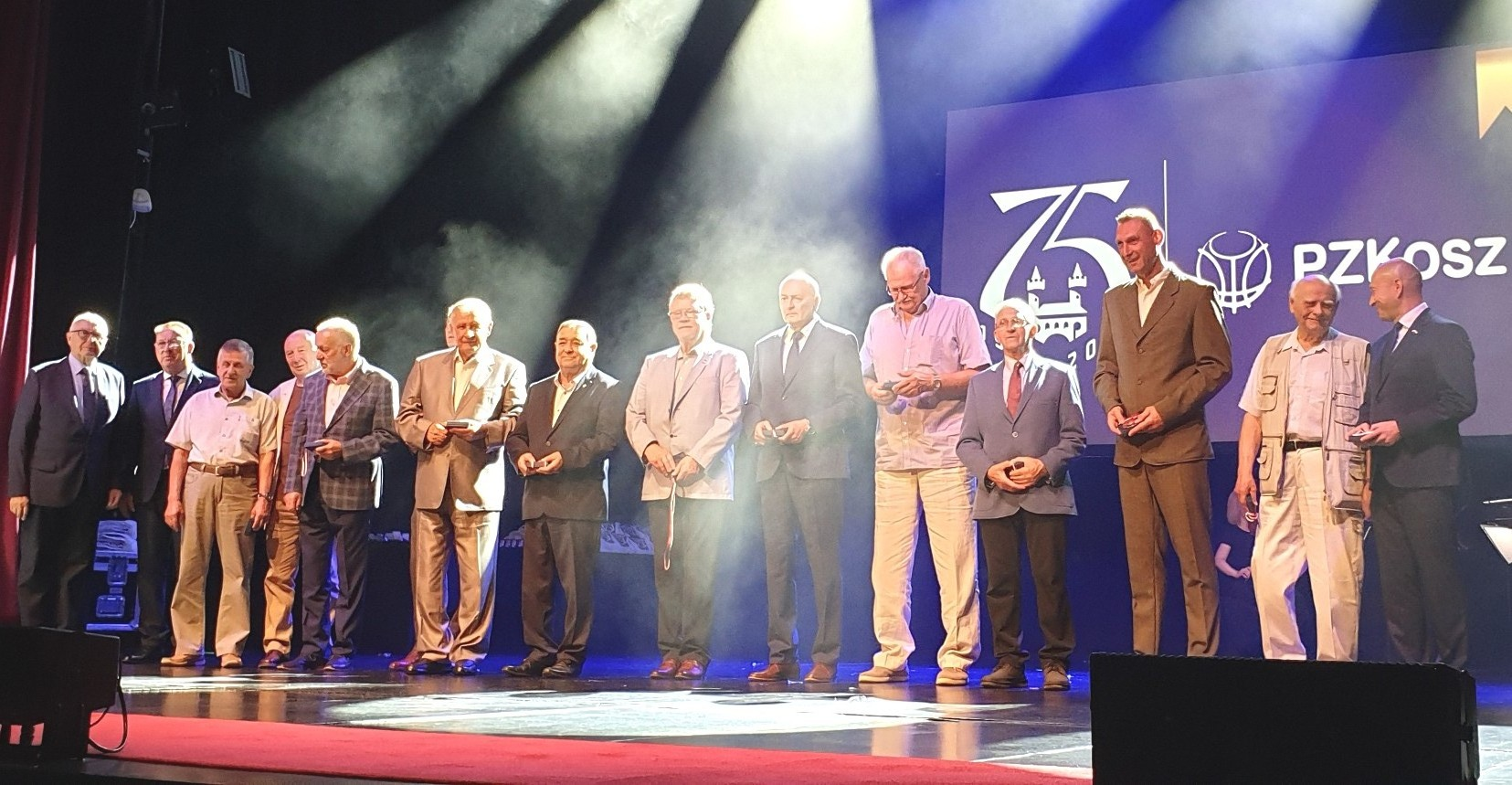
Stargard, obchody 75 lecia Spójni Stargard. Odznaczeni m.in.: Tadeusz Gutowski, Wiktor Grudziński, Ryszard Janik, Rafał Zając (06.09.2024)

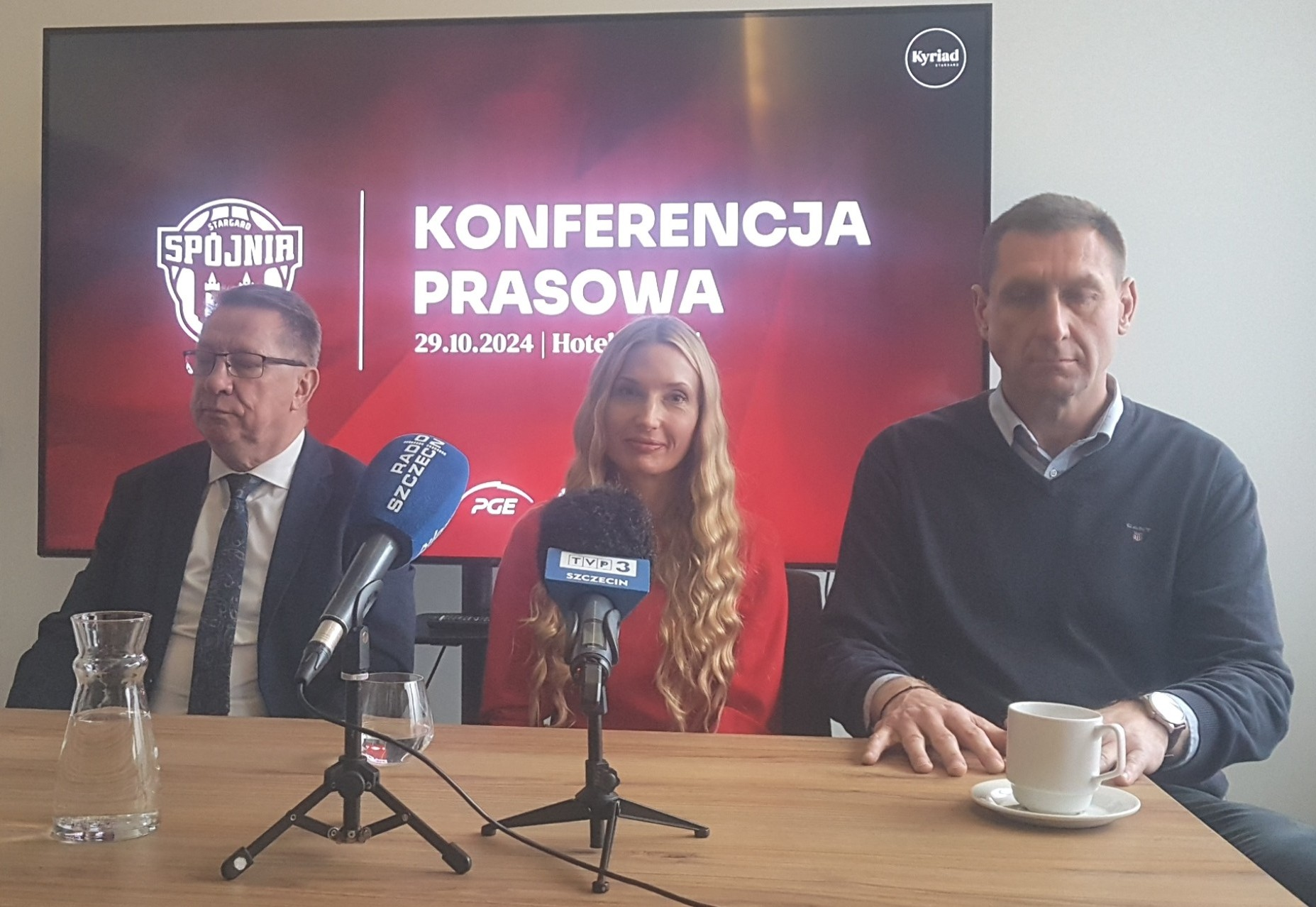
Konferencja prasowa PGE Spójni Stargard do sezonu 2024/2025

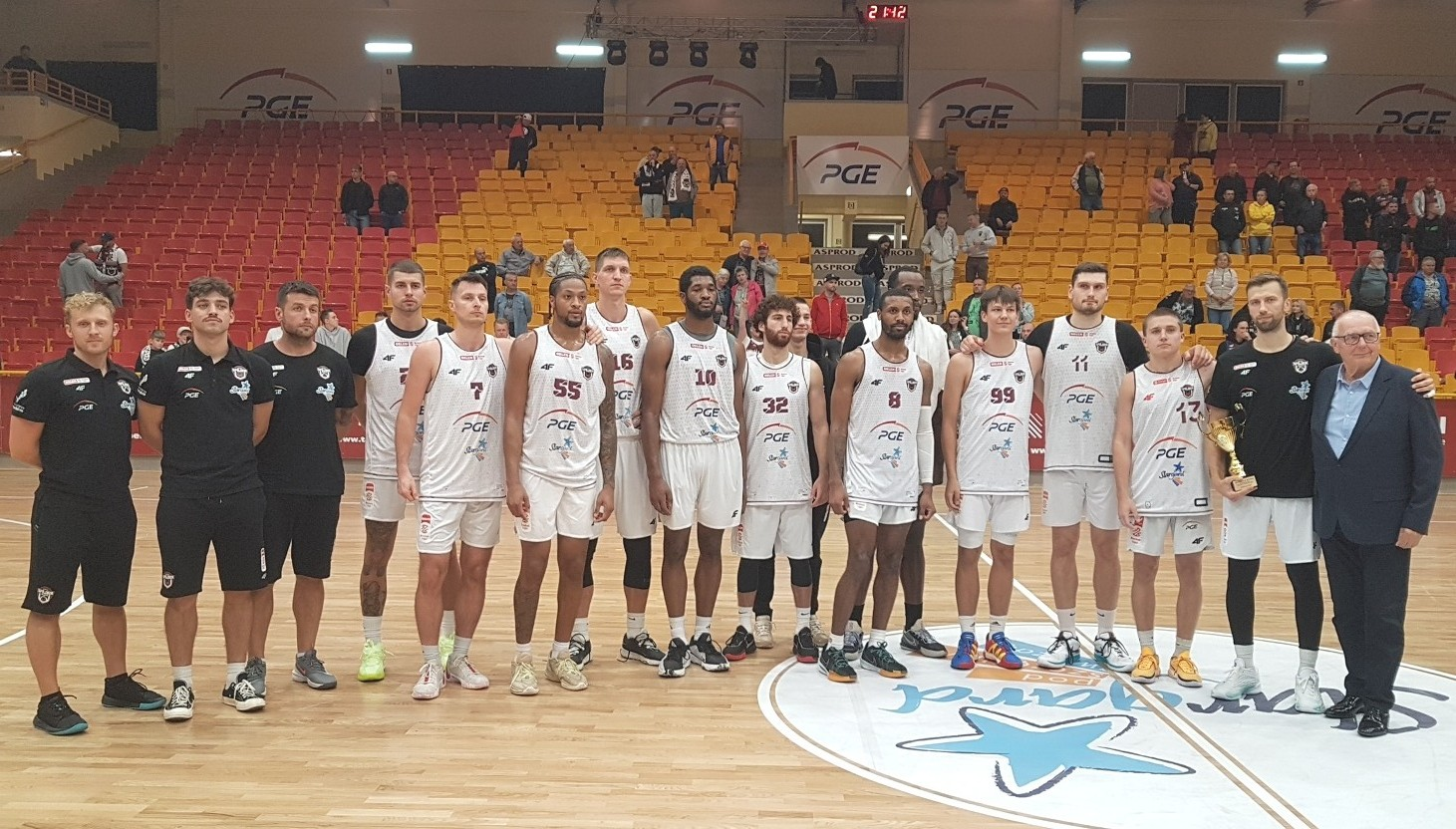
PGE Spójnia przed sezonem 2024/2025 zajęła II miejsce w XII Memoriale Romana Wysockiego

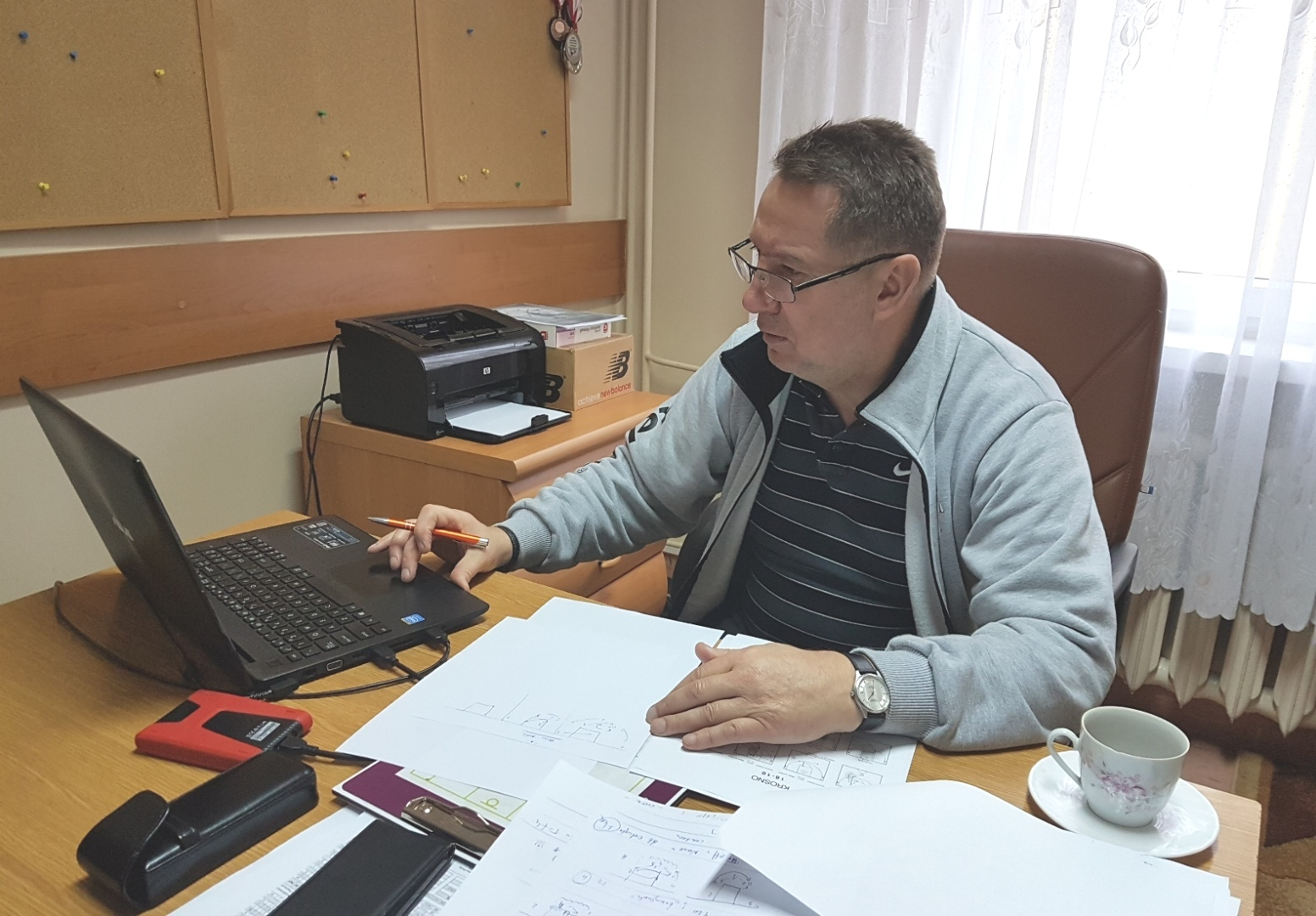
Były trener Krzysztof Koziorowicz

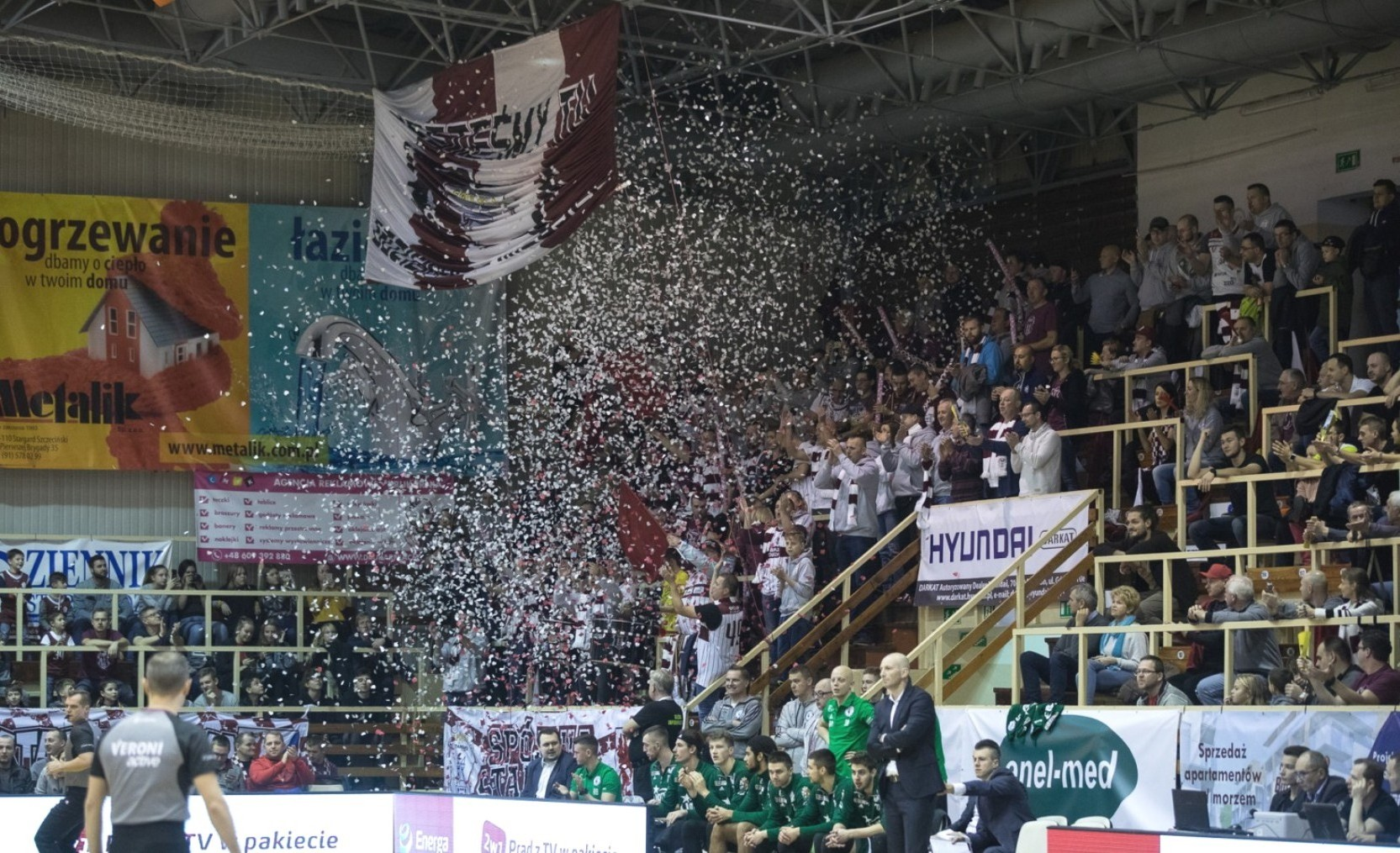
Przemek Wiśniewski i Stargardzki klub kibica Pierwsza Brygada

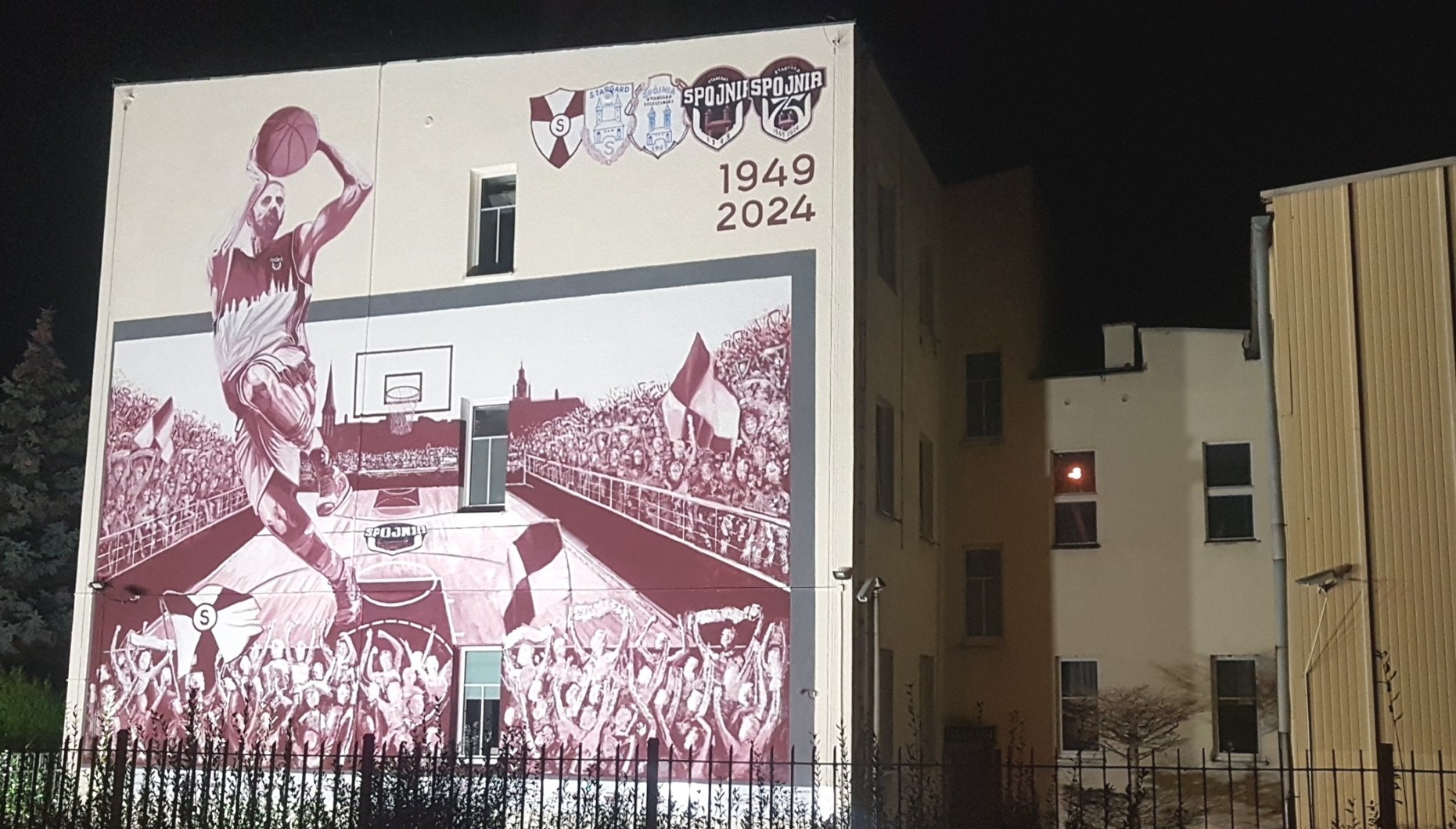
Mural na 75 lecie Spójni (2024)

| Nr | Poz. | Nar.              | Nazwisko i imię              | Data urodzenia | Wzrost | Masa ciała |
| -- | ---- | ----------------- | ---------------------------- | -------------- | ------ | ---------- |
| 5  | PG   | Stany Zjednoczone | Johnson, Malik               | 1997-01-25     | 178 cm | 75 kg      |
| 2  | SF   | Stany Zjednoczone | McCadden, Elijah             | 1999-12-20     | 193 cm | 95 kg      |
| 88 | SF   | Stany Zjednoczone | Ross, Isaiah                 | 1996-10-24     | 193 cm | 91 kg      |
| 25 | C    | Stany Zjednoczone | Gordon, Wesley               | 1994-07-14     | 205 cm | 100 kg     |
| 11 | PF   | Serbia            | Langović, Aleksandar         | 2001-02-19     | 205 cm | 93 kg      |
| 10 | PF   | Stany Zjednoczone | Martinez, Jayden             | 2000-01-09     | 201 cm | 98 kg      |
| 32 | PG   | /                 | Yam, Yehonatan               | 1999-02-02     | 182 cm | 91 kg      |
| 31 | PF   | Polska            | Borowski (koszykarz), Kacper | 1994-05-02     | 205 cm | 92 kg      |
| 86 | SF   | Polska            | Kikowski, Paweł              | 1986-04-27     | 193 cm | 92 kg      |
| 7  | PG   | Polska            | Kowalczyk, Sebastian         | 1993-03-25     | 188 cm | 93 kg      |
| 16 | C/F  | Polska            | Słupiński, Dawid             | 16.04.1992     | 206 cm | 102 kg     |
| 77 | PG   | Polska            | Wojdak, Jakub                | 2007-03-23     | 190 cm | 87 kg      |
| 13 | PG   | Polska            | Bryła, Mateusz               | 2006-03-13     | 182 cm | 87 kg      |
| 5  | SF   | Polska            | Hensler, Mikołaj             | 2008-01-06     | 186 cm | 83 kg      |

Trener:  Krzysztof Koziorowicz
 Asystenci: Maciej Raczyński, Konrad Koziorowicz, Marcin Moroz; Masażysta: Maciej Dubij, Cezary Woźny Kierownik: Ireneusz Purwiniecki
1. W trakcie sezonu przyszli: 
- 14 stycznia 2025 Trey Davis
- 16 lutego 2025 Malik Johnson
- 18 marca 2025  Elijah McCadden
- 31 marca 2025  Isaiah Ross

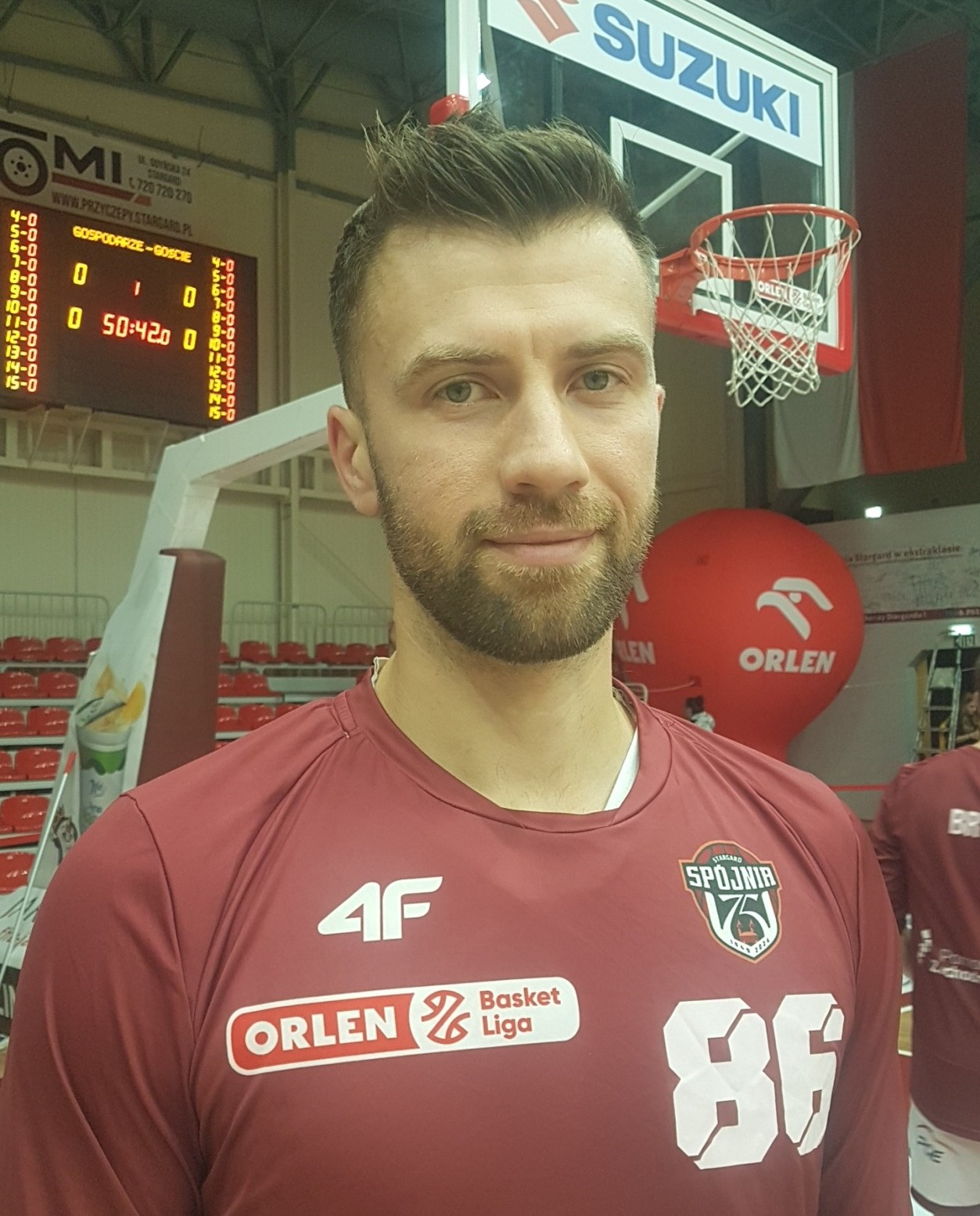
Kapitan drużyny PGE Spójnia
- Paweł Kikowski

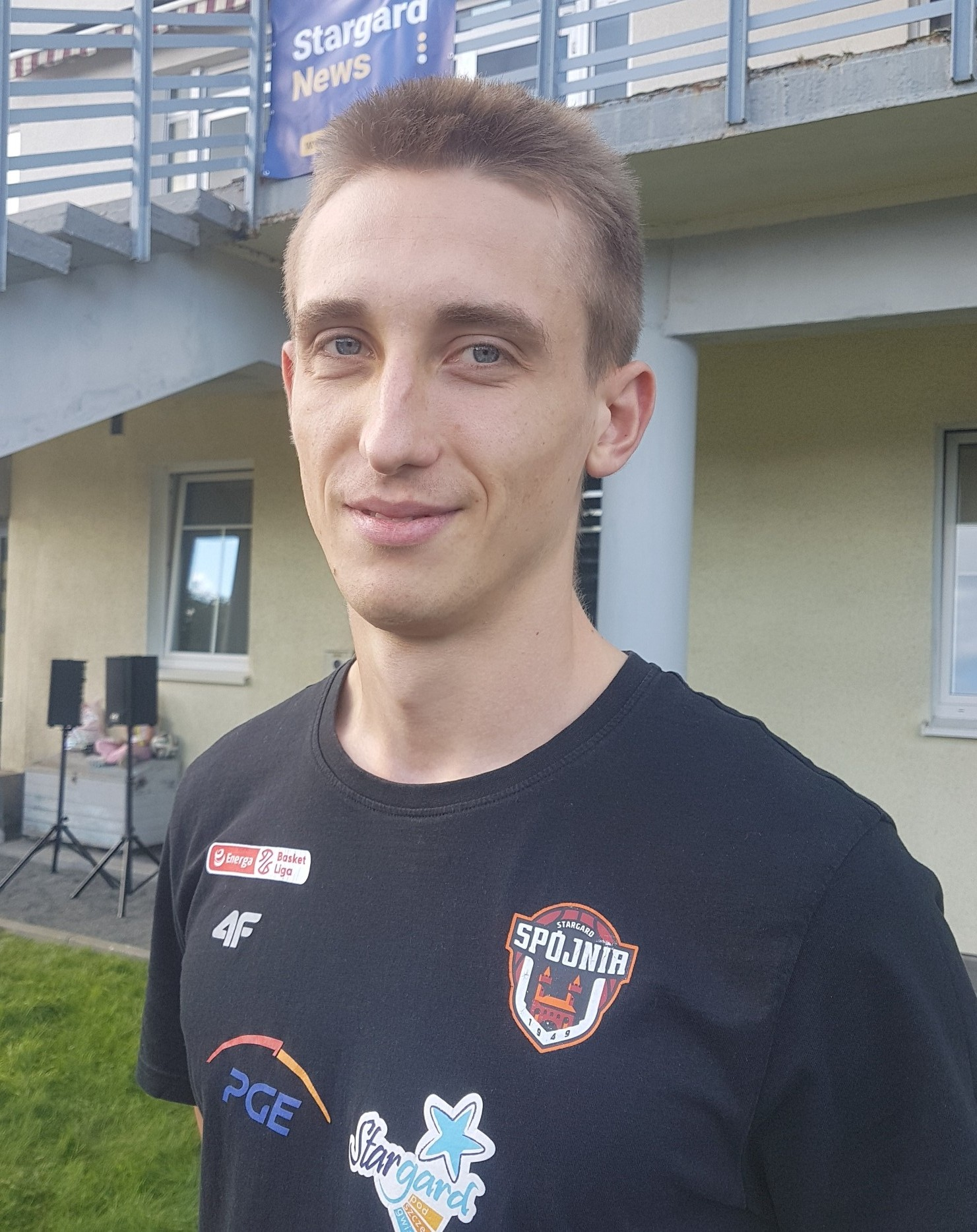
Wychowanek Klubu Dominik Grudziński

- 7 kwietnia 2025 Krzysztof Koziorowicz

2. W trakcie sezonu odeszli:
- 3 stycznia 2025 Damian Krużyński[h]
- 26 stycznia 2025 Ta’Lon Cooper
- 15 lutego 2025 Trey Davis
- 4 marca 2025 Andrej Urlep
- 10 marca 2025 Luther Muhammad

### Podsumowanie sezonu 2024/2025 w mediach
Szczeciński dziennikarz sportowy Jakub Lisowski w podsumowaniu sezonu 2024/2025 wskazał m.in.:
Degradacja koszykarzy Spójni Stargard do I ligi nie ma jednego ojca, jednej przyczyny. Złożyło się na to wiele czynników, które sprawiły, że zespół było stać na pojedyncze zrywy, ale nie na brzydką, a zarazem skuteczną grę. Historia zatoczyła koło. Siedem lat temu Spójnia powróciła do elity po 14 latach nieobecności. Trenerem był Krzysztof Koziorowicz. Teraz spadła, z Koziorowiczem na ławce. Nie, doświadczony szkoleniowiec nie pracował przez te lata z drużyną, wkrótce miał nawet przejść na emeryturę, ale dał się namówić na ostatnią misję ratunkową. Przegrał. Ale czy to jego wina? Na pewno nie, ale też miał w tym swój udział. Pierwsze sezony Spójni w elicie to było balansowanie między strefą spadkową a play-offami. Długo nie udawało się zapewnić ósemki, ale w końcu zatrudnienie trenera Sebastiana Machowskiego było pozytywnym sygnałem. Udało się też pozyskać sponsora strategicznego (PGE), bo taka była inicjatywa lokalnych polityków. Piąte miejsce, rok temu czwarte - Spójnia się rozwinęła pod względem sportowym, ale i wizualnym. Był pieniądz - byli też ludzie od marketingu, promocji. Posypało się to wszystko w tym sezonie. Sponsor pozostał, ale znacząco obniżył dofinansowanie (Spójnia straciła milion zł), a "drugiej nogi" klub nie znalazł. Pomagało miasto, które miało duży wpływ na bieżącą działalność, ale znów takie działanie z tylnego siedzenia nie przynosi dobrych owoców. W krótkim czasie z pracy w klubie zrezygnował prezes Paweł Ksiądz, który zdążył już poznać koszykarskie mechanizmy, ale i miał większe rozeznanie w lokalnej polityce. Funkcję wiceprezesa porzucił Koziorowicz. W klubie pozostał dyrektor Wiktor Grudziński i nowa pani prezes Ewelina Świergiel. Przyszła wzmocnić finanse Spójni, ale kompletnie nie miała rozeznania w działalności klubu, w potrzebach drużyny. Latem 2024 r. Grudziński zatrudnił trenera Andreja Urlepa. Podjął ryzyko, bo nie brakowało ostrzeżeń, że doświadczony Słoweniec może rozbić zespół. Po kilku miesiącach wszyscy mieli już dość Urlepa, ale ze zmianą wstrzymano się jeszcze o kilka tygodni. Niepotrzebnie. Znikł Urlep - znikł też Grudziński. Nawet na meczach już się nie pokazywał. W klubie pozostali Ci, co chcieli pomóc, wierzyli w cud. Cudu nie było, bo podczas kompletowania składu popełniono duże błędy, a w trakcie sezonu kolejne roszady tylko osłabiały drużynę. Ta'Lon Cooper może i nie prezentował stabilnej formy, ale punktował. Każdy kolejny rozgrywający rozczarowywał, a Malik Johnson zawalił dwa ostatnie mecze. Luther Muhammad to był udany letni transfer, był snajperem - jednym z lepszych w lidze - ale dostał ofertę z Izraela i odszedł. Spójnia znalazła w Finlandii Isaiaha Rossa, który zostanie zapamiętany jako jeden z najsłabszych obcokrajowców w historii klubu. Aleksander Langović sezon rozpoczął wybornie, ale szybko i na długo stracił formę. Wesley Gordon błysnął w co piątym meczu, Jayden Martinez to typowy rezerwowy. Obcokrajowcy zawiedli, ale i polscy gracze też. Po co w jednym zespole dwóch weteranów: Sebastian Kowalczyk i Paweł Kikowski, po co Spójni był Kacper Borowski (skoro miała Słupińskiego, Langovicia i Martineza)? Osoby, które odpowiadały za dobór zawodników popełniły rażące błędy - dlatego Spójnia nie potrafiła wygrać żadnego z ostatnich ważnych spotkań na swoim parkiecie. Paradoksem jest fakt, że w Spójnia spada po sezonie, gdy po raz pierwszy wygrała derbowe mecze z Kingiem Szczecin. Miała też i inne dobre wyskoki (w sumie 9 zwycięstw na 30 spotkań), ale generalnie nie prezentowała się dobrze. Co dalej? Po spadku będzie okres zniechęcenia, żałoby, ale to nie pierwsza tak bolesna porażka klubu. Wokół Spójni pewnie znajdą się chętni, by spróbować to odbudować. Nie będzie to łatwe, może nawet drużyna zanotuje spadek do II ligi, ale Stargard przypomni sobie, że to koszykówka najlepiej promowała miasto i jeszcze o Spójni usłyszymy.

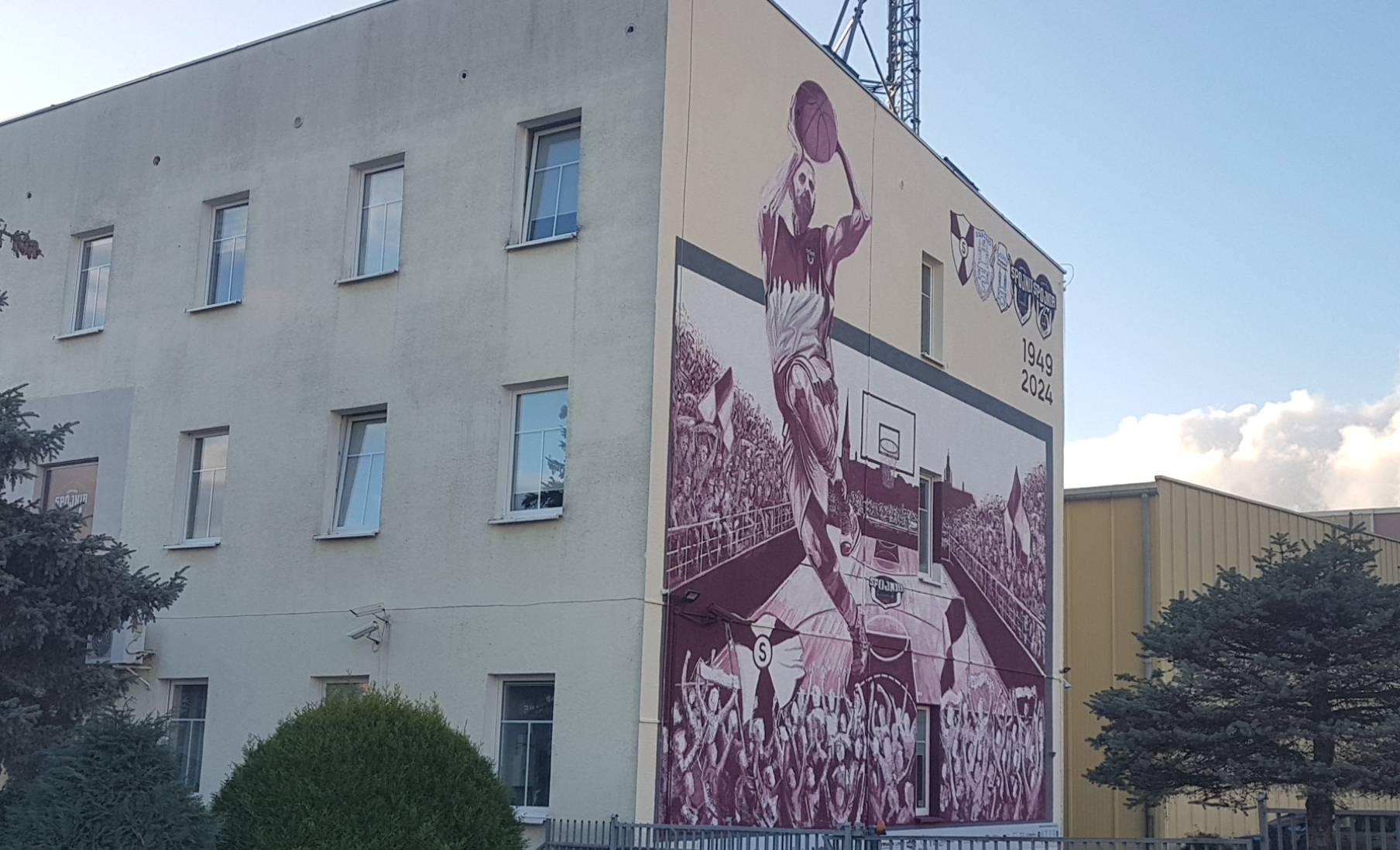
Mural na 75 lecie Spójni (2024)

Polski koszykarz występujący na pozycjach skrzydłowego oraz środkowego, reprezentant Polski, trener koszykarski oraz dziennikarz sportowy portalu Super Basket Piotr Karolak tak podsumował stargardzki zespół: 
Największy wygrany: brak. Mimo najszczerszych chęci – bo Stargardowi naprawdę współczuję spadku, wiem jak przesiąknięte koszykówkę jest to miasto – nie potrafię wskazać. Najwięksi przegrani: wszyscy podejmujący decyzje personalne. Lista nie była krótka, więc nie będę nawet wymieniał z nazwiska. Paradoks? Zatrudnienie Andreja Urlepa można traktować jako błąd. Jego zwolnienie – też. Największym było jednak ogromne zaufanie, jakim latem ubiegłego roku klub obdarzał Sebastiana Machowskiego. Trzon zespołu zbudowano jeszcze z myślą o jego dalszej pracy, a później Niemiec wystawił Spójnię do wiatru. Przeciąg, który wywołał ostatecznie przeistoczył się w huragan, który zmiótł klub z powierzchni ziemi z napisem PLK. Przykre. 

Dziennikarz portalu PolskiKosz.pl Marcin Boguszewski po meczu z Dzikami Warszawa przedstawił wstępne podsumowanie stargardzkiego zespołu: 
Rok temu na warszawskim Kole, w ostatniej kolejce sezonu, to Spójnia była na granicy play-off i mecz z Dzikami decydował o bezpośrednim awansie. Spójnia miała wtedy dużo szczęścia – przegrała spotkanie, ale dzięki korzystnemu układowi innych wyników i tak znalazła się w ósemce. W tym roku takiej furtki już nie było – goście musieli wygrać i liczyć na porażkę Arki Gdynia. Scenariusz trudny, aczkolwiek nie niemożliwy do zrealizowania. Choć los znowu dał stargardzianom szansę – Arka przegrała w końcówce swój mecz z mającym już utrzymanie GTK Gliwice 83:86 – to i tak nie wystarczyło. Multiliga rozpoczęta o 20:00 na bieżąco kształtowała układ tabeli, ale w tym zestawieniu decydującym o potencjalnym spadku Spójnia ani na chwilę nie była na wygranej pozycji, gdyż w Warszawie od samego początku prowadziły Dziki. Spotkanie rozpoczęło się fatalnie dla Spójni – w pierwszej kwarcie zdobyli zaledwie siedem punktów, co sprawiło, że gospodarze od razu przejęli kontrolę nad meczem. Dziki wykorzystały słabość rywali i prowadziły nawet różnicą 24. punktów. Choć Spójnia próbowała wrócić do gry w ostatniej kwarcie, zryw okazał się zbyt późny i niewystarczający. W barwach Spójni zabrakło liderów – szczególnie odczuwalna była nieobecność kontuzjowanego Elijaha McCaddena. Osamotniony w walce Sebastian Kowalczyk nie otrzymał wystarczającej pomocy od obcokrajowców zespołu. Ci wydawali się kompletnie zdemotywowani – na ich twarzach nie było widać woli walki. W drużynie brakowało chemii – nie było przybijanych piątek, rozmów, wzajemnej mobilizacji. Isah Ross, zawodnik, który sprawiał wrażenie, jakby zupełnie nie czuł rangi spotkania – na ławce żartował, robił miny – był symbolem nietrafionych transferów. Widać było, że reszta zespołu nie do końca go akceptuje, co trudno uznać za niespodziankę – Ross nie wniósł absolutnie nic swoją grą. Brak klasycznego lidera na rozegraniu odbił się na efektywności ofensywy. Za Lutherem Muhammadem w drugiej części sezonu kibice tęsknili – co raczej było oczywiste już w momencie jego odejścia. Ale że będą tęsknić za Talonem Cooperem? To już mniej spodziewane. Jak mówi powiedzenie: „jaki był, taki był – ale przynajmniej był” – pasuje tu idealnie, bo Cooper został zamieniony de facto na Isaha Rossa, który owszem – był, ale gdzieś indziej – myślami i duchem. Zespół często przegrywał walkę na tablicach, notując jedną z gorszych średnich zbiórek defensywnych w lidze. Wesley Gordon niczym nie przypominał zawodnika z poprzedniego sezonu, a dodatkowo często łapał niepotrzebne faule. Oddanie Luthera Muhammada to był gwóźdź do trumny Spójni – jak się później okazało, Talona Coopera również. Ross był kompletnie nieprzygotowany mentalnie i sportowo, a jego zachowanie sprawiało wrażenie, że sam nie wie, po co jest w drużynie. Marzenia Spójni o awansie prysły jeszcze przed końcową syreną. To bolesny finał sezonu dla klubu o długiej tradycji. Spójnia Stargard w tym roku obchodzi bowiem 75-lecie istnienia, które kończy spadkiem do 1. ligi, do której powraca po siedmiu latach. Spójnia kończy sezon ze średnią tylko 72.4 punktu na mecz – to najgorszy wynik w całej lidze. W nowoczesnej koszykówce to zdecydowanie za mało, by regularnie wygrywać. Zespół miał też niską skuteczność z dystansu (średnio ok. 29 proc., w dolnej części ligowej stawki), trafiając średnio zaledwie 6.7 trójki na mecz.

Stargardzki dziennikarz portalu Stargardzka.pl Marcin Kaczan po ostatnim meczu z Dzikami Warszawa wskazał:
Tragedia, katastrofa, żenada… Wielu słów można by użyć, żeby opisać to, co na finiszu rundy zasadniczej zrobiła stargardzka Spójnia. Przegrywając kluczowe mecze z bezpośrednimi rywalami o utrzymanie – i to u siebie – z MKS Dąbrowa Górnicza oraz Orlenem Zastal Zielona Góra, doprowadziła do sytuacji, że w ostatniej kolejce nie tylko musiała zwyciężyć na wyjeździe z Dzikami Warszawa, ale również liczyć na porażkę Arki Gdynia. Spójnia notuje zatem spadek z Orlen Basket Ligi na własne życzenie i żal tylko kibiców, którzy do samego końca wierzyli w zespół i dopingowali go, jeżdżąc za nim także po całej Polsce.

Dziennikarz Radia Szczecin, a zarazem spiker na meczach stargardzkiego klubu oraz prowadzący konferencje prasowe Kacper Narodzonek zaprezentował opinie podsumowujące sezon 2024/2025:
Przemysław Wiśniewski z klubu kibica Pierwsza Brygada - Jesteśmy rozgoryczeni, zwłaszcza, że sygnalizowaliśmy problemy już kilka lat temu. Trzy lata temu z panem prezydentem spotykaliśmy się w jego gabinecie w obecności przedstawicieli klubu, przedstawicieli władz miasta. Padały deklaracje w dużym gronie zapewniające nas, że będzie odpowiedni nadzór, że prezydent obejmie swoją pieczą to wszystko tak, abyśmy byli spokojni. Nie opuścimy jednak Spójni po spadku. Wyznajemy prostą zasadę: kibicem się jest, a nie bywa. Po drugie, u nas jest wielopokoleniowość, czyli tak naprawdę są to już kolejne pokolenia, które trwają przy tym klubie, bez względu na to, na jakim szczeblu rozgrywkowym Spójnia rozgrywa swoje mecze. Przeżyliśmy drugą ligę, przeżyliśmy wcześniej spadek z Ekstraklasy. Przeżyjemy i to.
Prezes klubu, Ewelina Świergiel - Kibicom należą się przeprosiny, do końca wierzyli w pozostanie w Ekstraklasie. Mamy świadomość, że ten wynik rozczarował nas, ale na pewno rozczarował kibiców i za to przepraszamy, jest nam bardzo przykro. Z drugiej strony chcę gorąco kibicom podziękować za wsparcie przez cały sezon, za wiarę w klub do końca, za to, że pokazali ogromne serce dla Spójni. Dajemy sobie czas na opanowanie złych emocji, po czym bierzemy się do pracy i przygotowań do nowego sezonu. Historia tego klubu na dniu dzisiejszym się nie kończy; musimy podnieść głowy i wziąć się po prostu do roboty. Jak najszybciej zabierzemy się za konkretne zaplanowanie tego, co stoi przed nami, do kolejnych wyzwań.

Sportowy dziennikarz portalu sportowefakty.wp.pl Jakub Artych zaprezentował wypowiedź prezes Spójni dla PAP:
Przed nami nowa misja. Musimy szybko się otrząsnąć i zawalczyć o powrót do elity, jednak zdaję sobie sprawę, że w sporcie wszystko jest możliwe. Wiele będzie zależało od budżetu oraz zachowania sponsora, grupy PGE.

 

Dziennikarz portalu stargard.news Grzegorz Drążek zaprezentował zapis konferencji prasowej Spójni Stargard oraz podsumował sezon 2024/2025 stargardzkiej drużyny:
Grzegorz Drążek o konferencji prasowej – Nasz zapis konferencji prasowej Spójni Stargard, w przeliczeniu na czas, oglądany był już przez 3 doby i 6 godzin. Temat budzi emocje. Kibicom nie podobają się tłumaczenia przedstawicieli Spójni. Oczekują rozliczeń za spadek z ekstraklasy.
Grzegorz Drążek podsumowanie sezonu 2024/2025 – Spójnia po siedmiu sezonach zakończyła swoją drugą przygodę z najwyższą ligą koszykówki w Polsce. Spadła z ekstraklasy mając 9 zwycięstw w 30 meczach. U siebie wygrała 3 z 15 spotkań ligowych. To był sezon pełen zawirowań w stargardzkim klubie, także personalnych. Jeszcze przed sezonem, Stargard nagle opuścił trener Sebastian Machowski. Zastąpił go Andrej Urlep, który po 19 meczach został odsunięty od prowadzenia stargardzkiego zespołu. W tych 19 spotkaniach PGE Spójnia odniosła 7 zwycięstw. Później w 5 meczach pierwszym trenerem był dotychczasowy asystent Maciej Raczyński, a następnie w ostatnich 6 spotkaniach drużynę prowadził Krzysztof Koziorowicz. Obaj trenerzy wygrali po jednym spotkaniu. W 11 meczach po odsunięciu Andreja Urlepa stargardzki zespół odniósł 2 zwycięstwa. Kilka dni przed startem sezonu w ekstraklasie ze stanowiska prezesa Spójni Stargard SSA zrezygnował Paweł Ksiądz. Prezydent Stargardu Rafał Zając na jego następcę wskazał Ewelinę Świergiel, która wcześniej nie była związana ani ze sportem, ani ze Spójnią. Pracę w Spójni łączy z pracą w Zachodniopomorskiej Szkole Biznesu, gdzie jest dziekanem wydziału tej uczelni w Stargardzie. Jej kandydaturę zatwierdziła rada nadzorcza Spójni Stargard Sportowej Spółki Akcyjnej. Spółka ta została założona w 2018 roku przez Miasto Stargard. W trakcie sezonu drużynę opuścili Ta’lon Cooper, Damian Krużyński, Trey Davis i lider zespołu Luther Muhammad. W trakcie rozgrywek przyszli Kacper Borowski, Elijah McCadden, Malik Johnson i Isiah Ross, który po odejściu Muhammada miał być znaczącym wzmocnieniem ofensywnej gry PGE Spójni. W sześciu meczach trafił on 6 z 33 rzutów z gry (18,2 procent), wykorzystał 3 z 23 prób trzypunktowych (13 proc.), nie miał ani jednej asysty. Już w pierwszej części sezonu ze stanowiska wiceprezesa zrezygnował Krzysztof Koziorowicz, który pod koniec sezonu został pierwszym trenerem PGE Spójni. Po odsunięciu od prowadzenia drużyny Andreja Urlepa swoje obowiązki przestał pełnić dyrektor sportowy Wiktor Grudziński.